# Marktviertel von Bursa

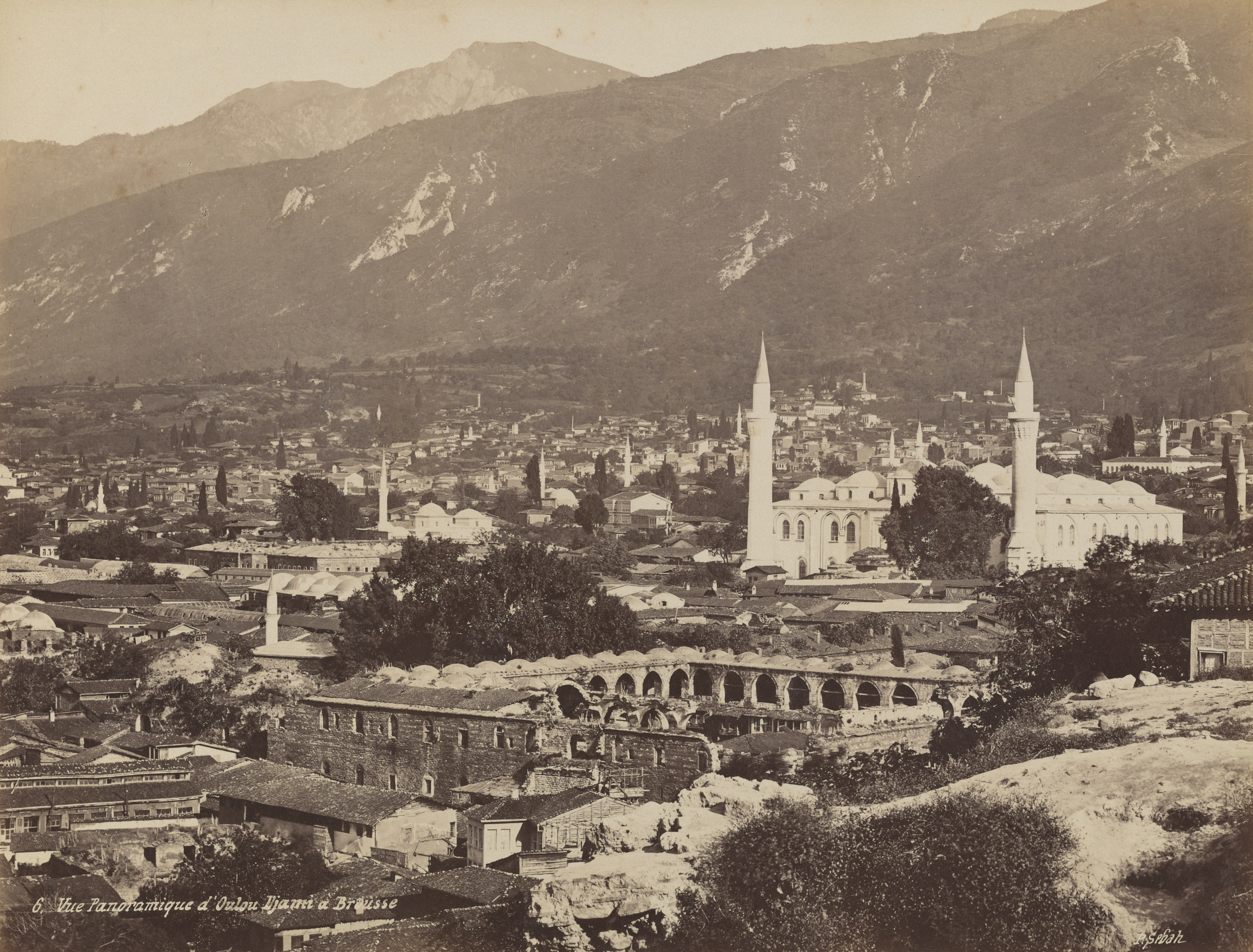
Große Moschee mit Pirinç Hanı im Vordergrund. Im Hintergrund Kuppeln und Minarette weiterer Bauten (Ansicht um 1870/85)

Das historische Marktviertel von Bursa liegt nördlich der Großen Moschee und der Orhan-Gazi-Moschee. Es umfasst eine Reihe historischer Markthallen, Ladenstraßen und Hanen, sowie fromme Stiftungen und Hamams. Das Marktviertel besteht aus einer Vielzahl von Bauten von der frühosmanischen bis zur Zeit Bayezids II. (reg. 1481–1512). Durch das Erbeben von 1855 und einem Großbrand 1957 wurden einige Bauten zerstört, die meisten jedoch wieder restauriert.
Das Viertel bildet einen Teil des UNESCO-Welterbes Bursa und Cumalıkızık: die Wiege des Osmanischen Reichs.

## Einzelbauten
- Karte mit allen Koordinaten:
- OSM |
- WikiMap

### Bauten des Handels

#### Bedestan
Der Bedestan (Lage), das Marktgebäude für den Handel mit feinen Luxuswaren, befindet sich zentral im Viertel. Er wurde wohl 1400 von Bayezid I. gestiftet. Der Bau wird von 14 Kuppeln in zwei Reihen über sechs Pfeilern überdacht. Es handelt sich um eine der ersten großen Markthallen dieses Typus und er war Vorbild für die Bedestan-Hallen Mehmeds II. im Kapalı Çarşı in Istanbul.

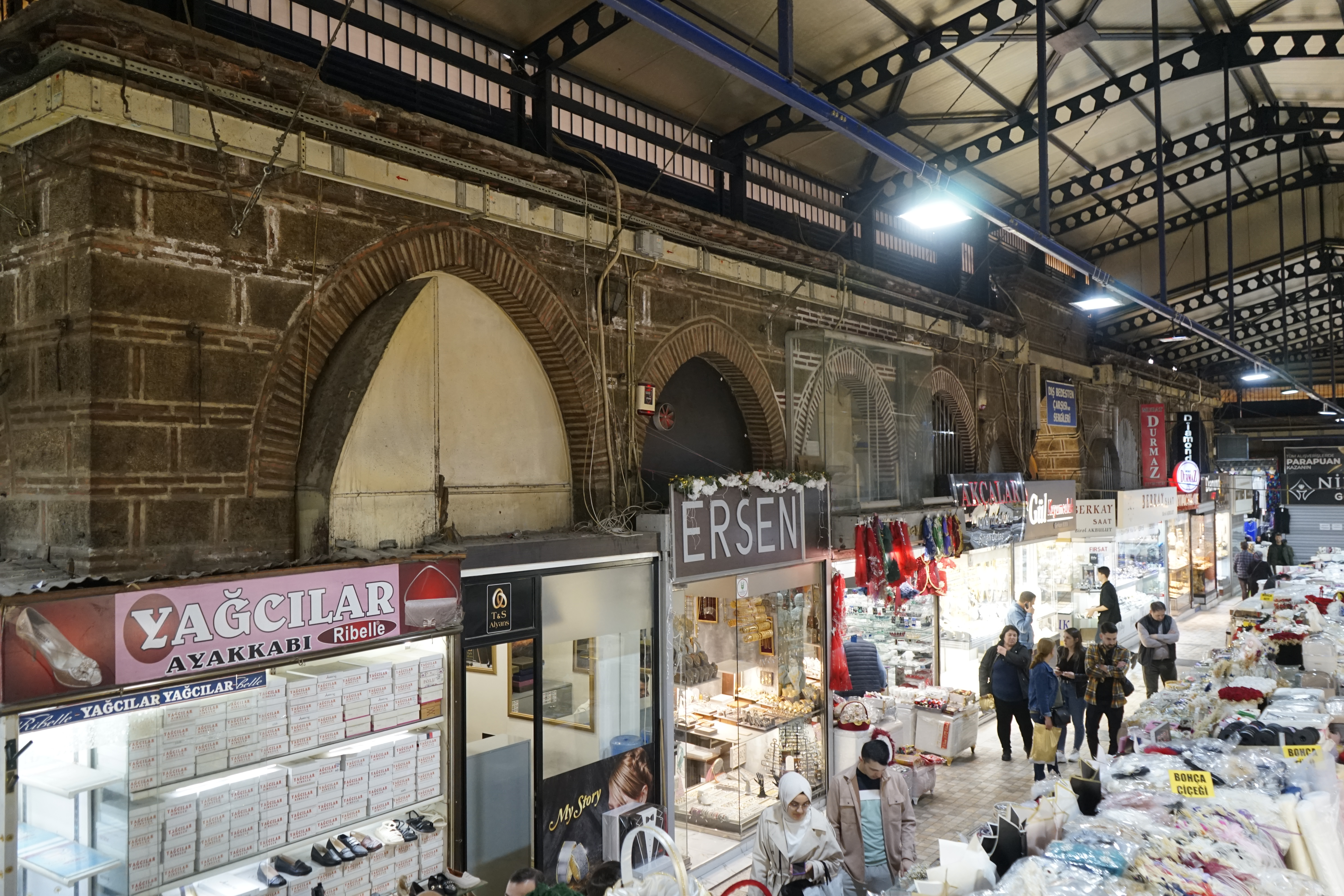
Ostfassade von Südosten
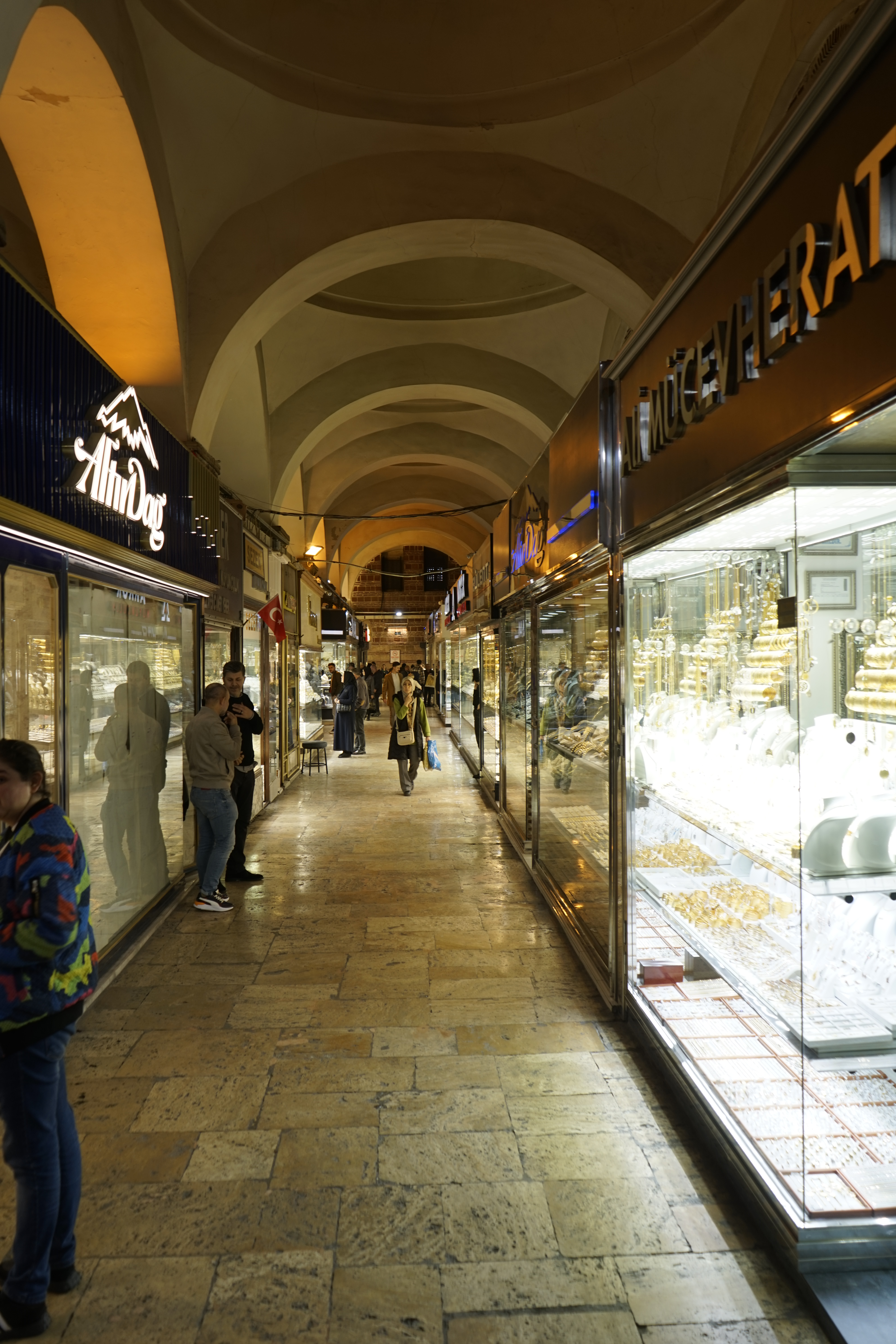
Innenraum mit Geschäften
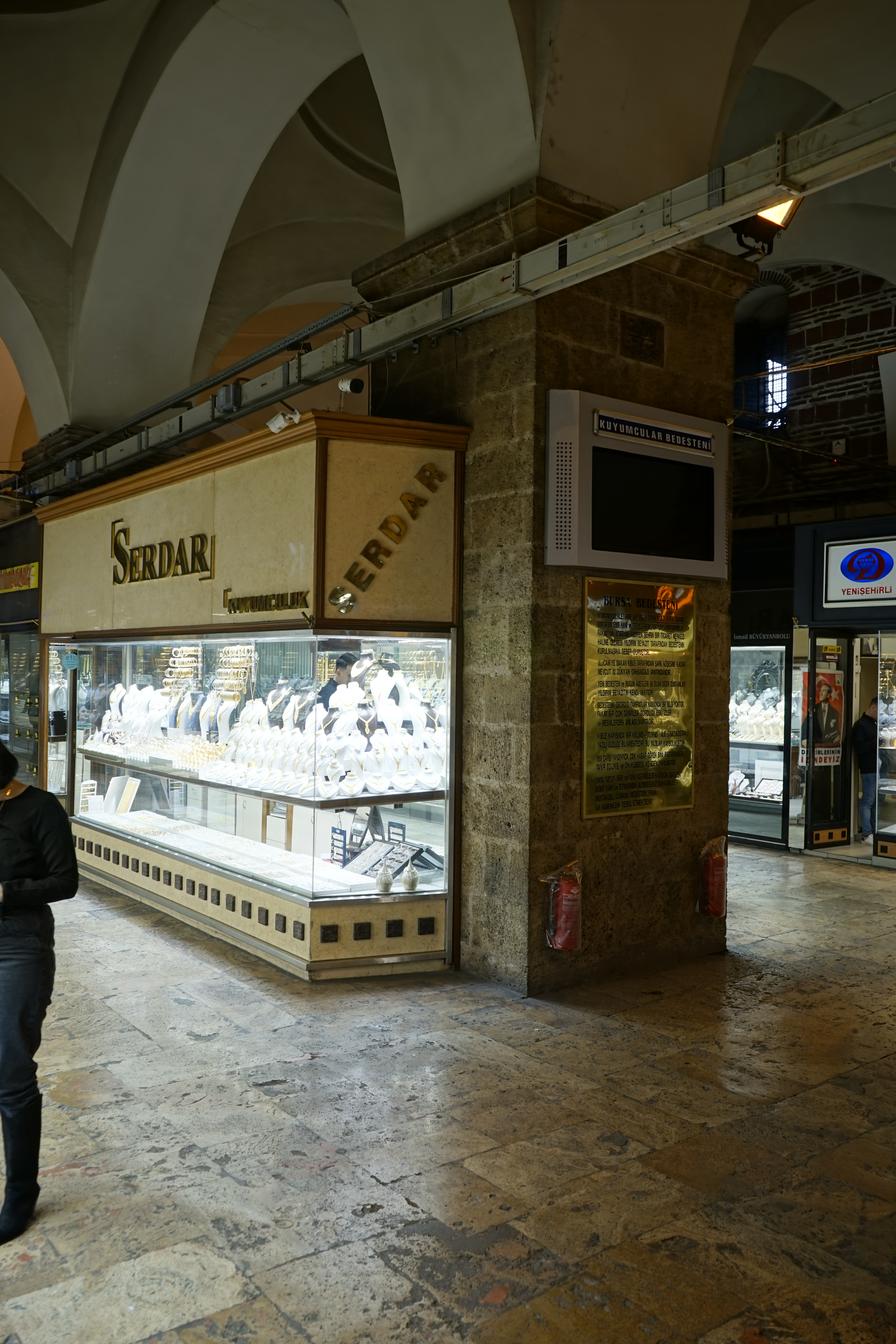
Innenraum mit Pfeilern
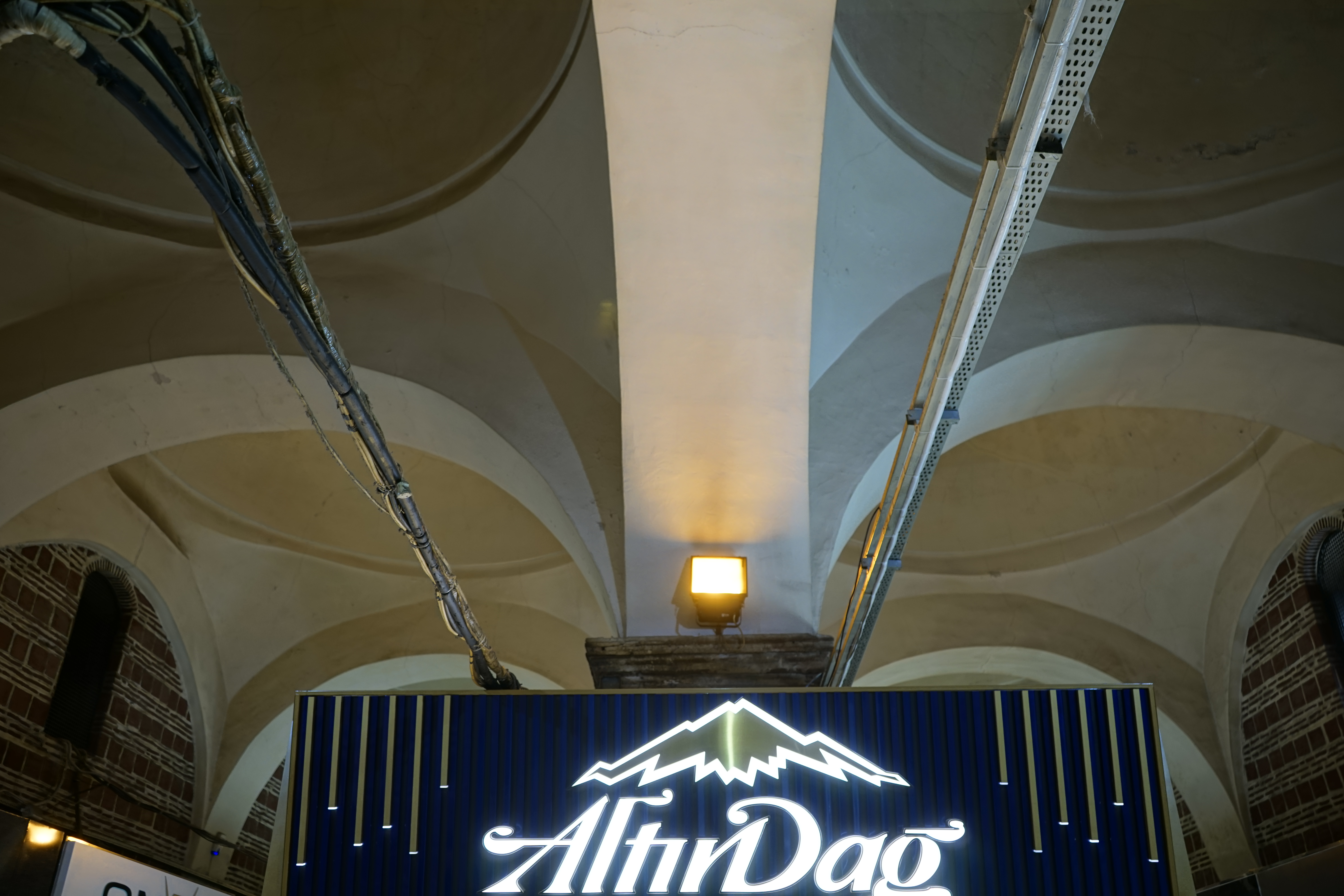
Ansicht der Kuppeln

#### Emir Hanı
Der Emir Hanı (Lage), früher auch Han-i-Bezzaziye oder Eski Bezazistan genannt, stammt ursprünglich wohl aus der Zeit Orhans (reg. 1326–1359). Der Bau wurde durch das Erbeben 1855, die Brännde 1883 und 1957 jeweils zerstört und wieder aufgebaut, zuletzt 1962/63. Die Hofarkaden des Baus verfügen über zehn Joche in der Nordsüd-Richtung und neun in Ostwest-Richtung. Im Norden und Süden liegt ein Ein- bzw. Ausgang. Durch die Hanglage liegt der Südeingang in der Höhe des zweiten Obergeschosses, direkt gegenüber der Großen Moschee.

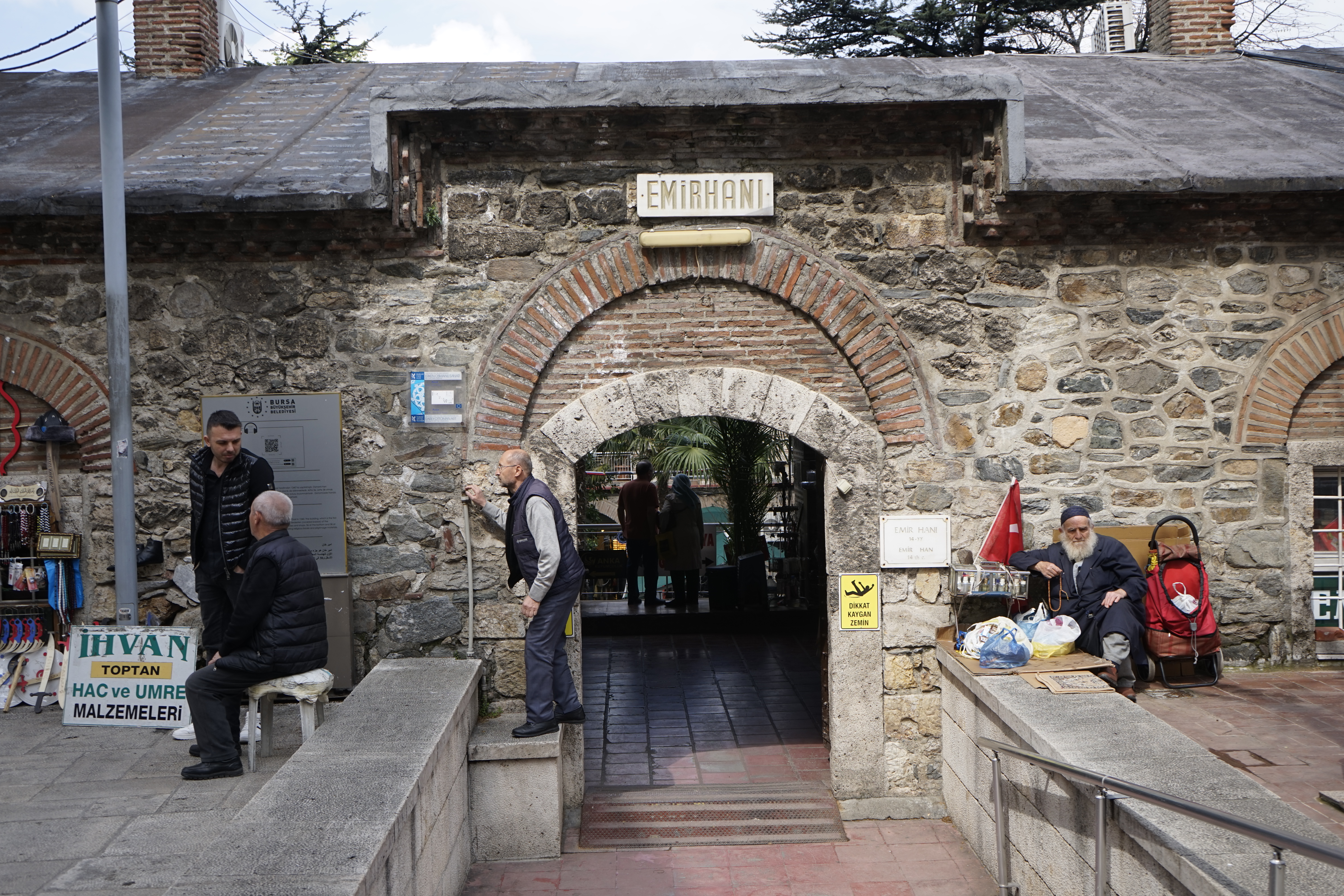
Südeingang
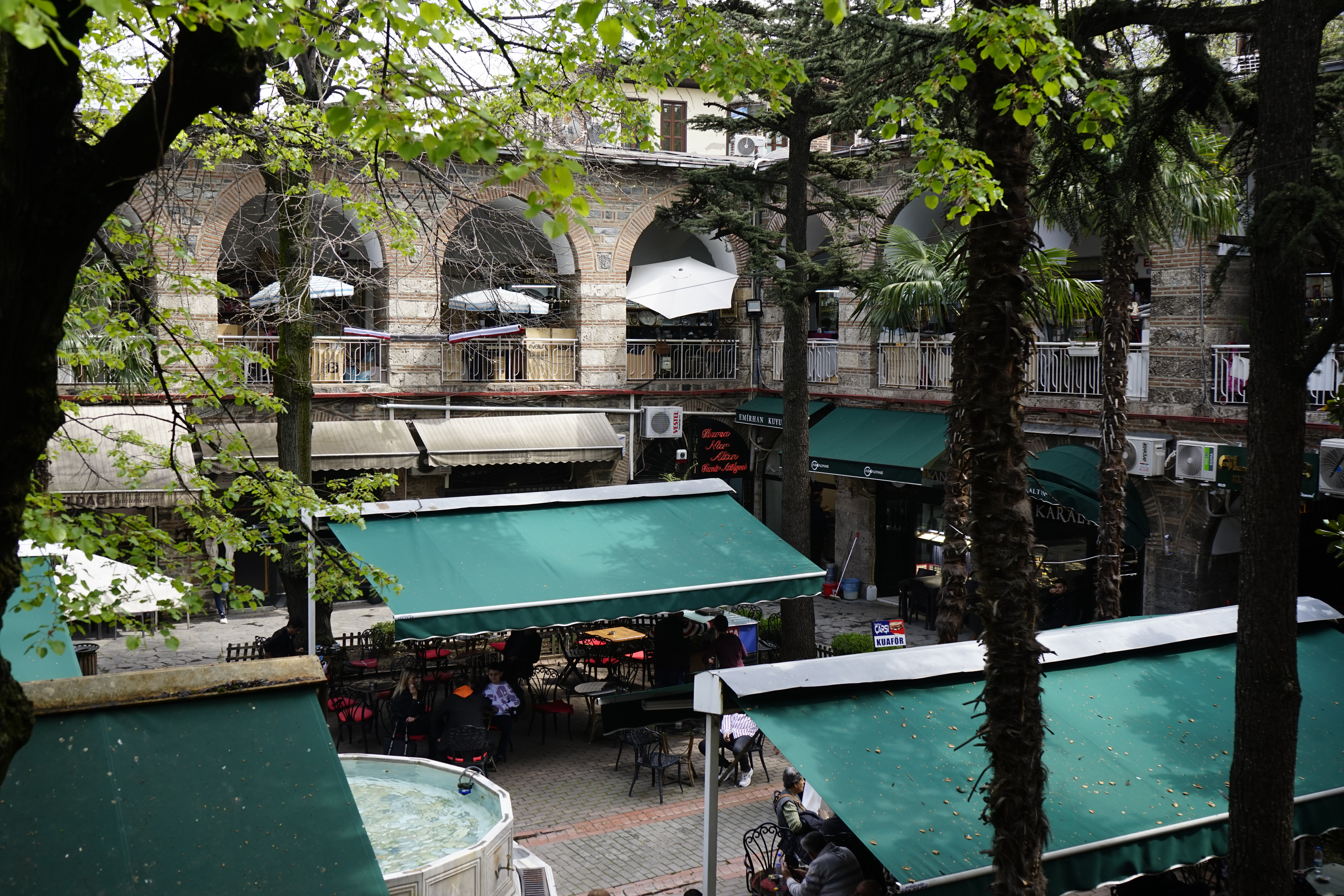
Blick über den Hof nach Südwesten
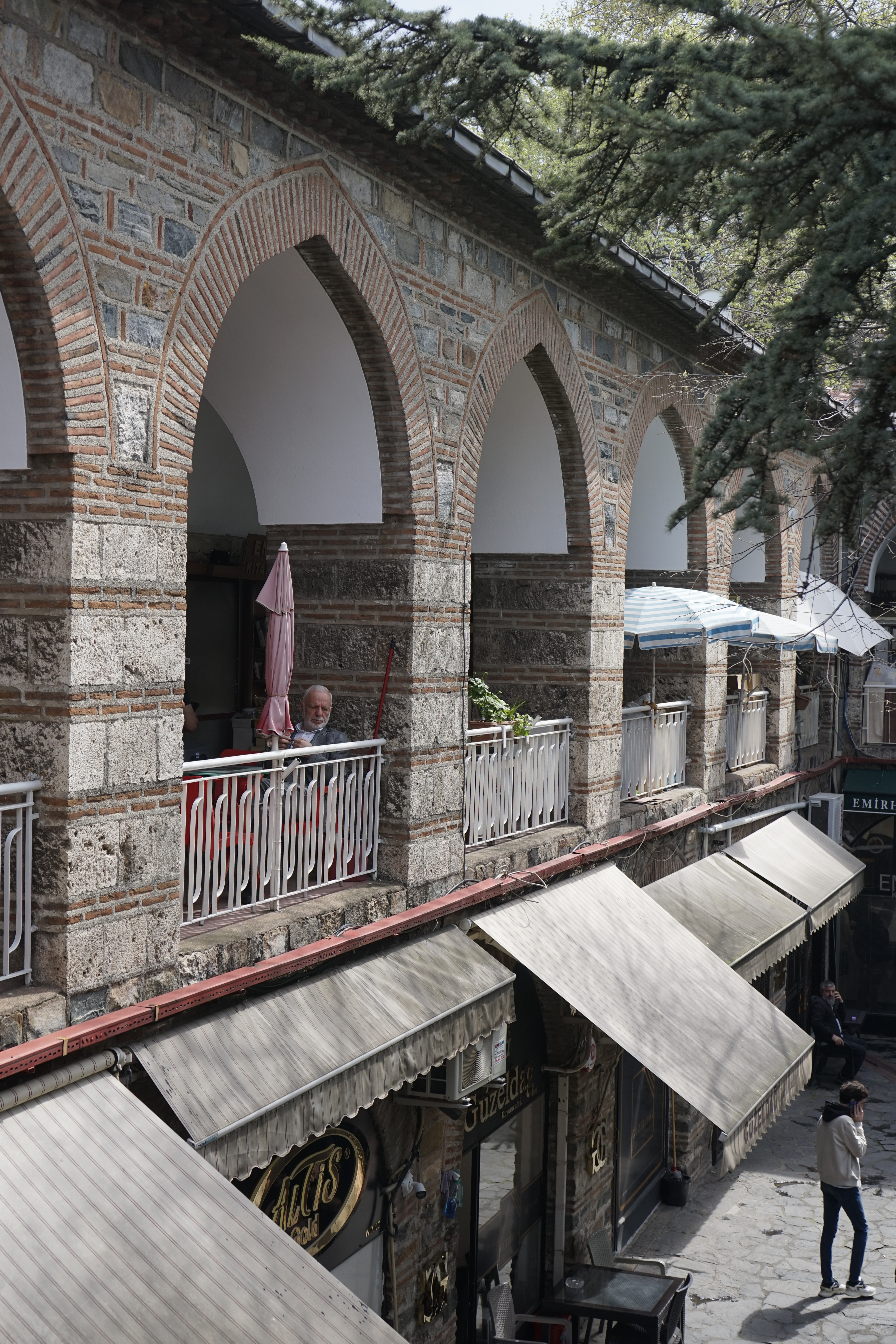
Hofseite des Ostflügels

#### Fidan Hanı
Der Fidan Hanı (Lage) wurde unter Mehmed II. (reg. 1451–1481) durch den Großwesir Mehmed Pascha erbaut und liegt im östlichen Bereich des Viertels. Seine Hofarkaden besitzen elf Joche in Nordsüd-Richtung und zwölf in Ostwest-Richtung. Im Hof befindet sich mttig eine zwölfeckige Mescit.

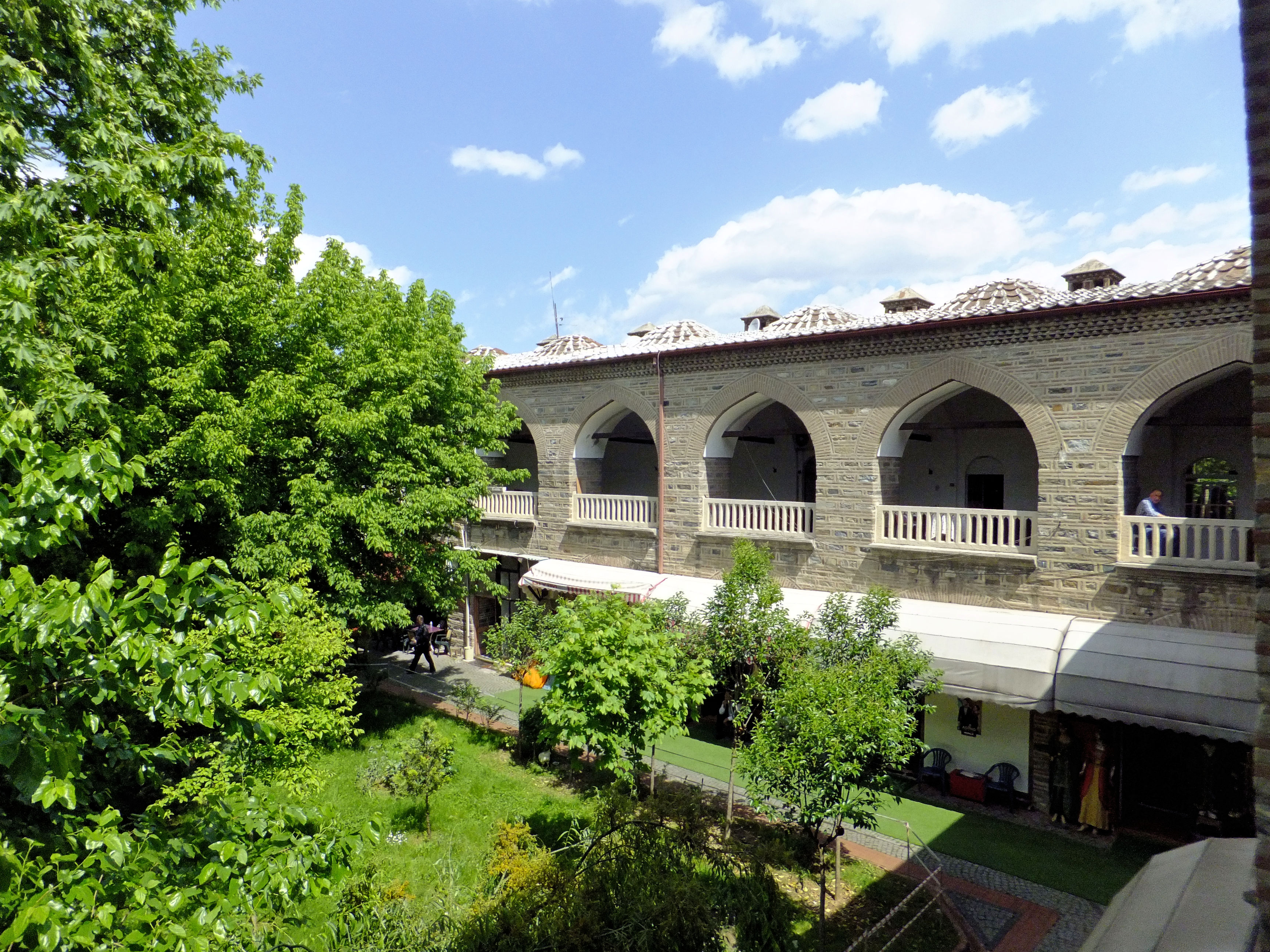
Blick über den Hof
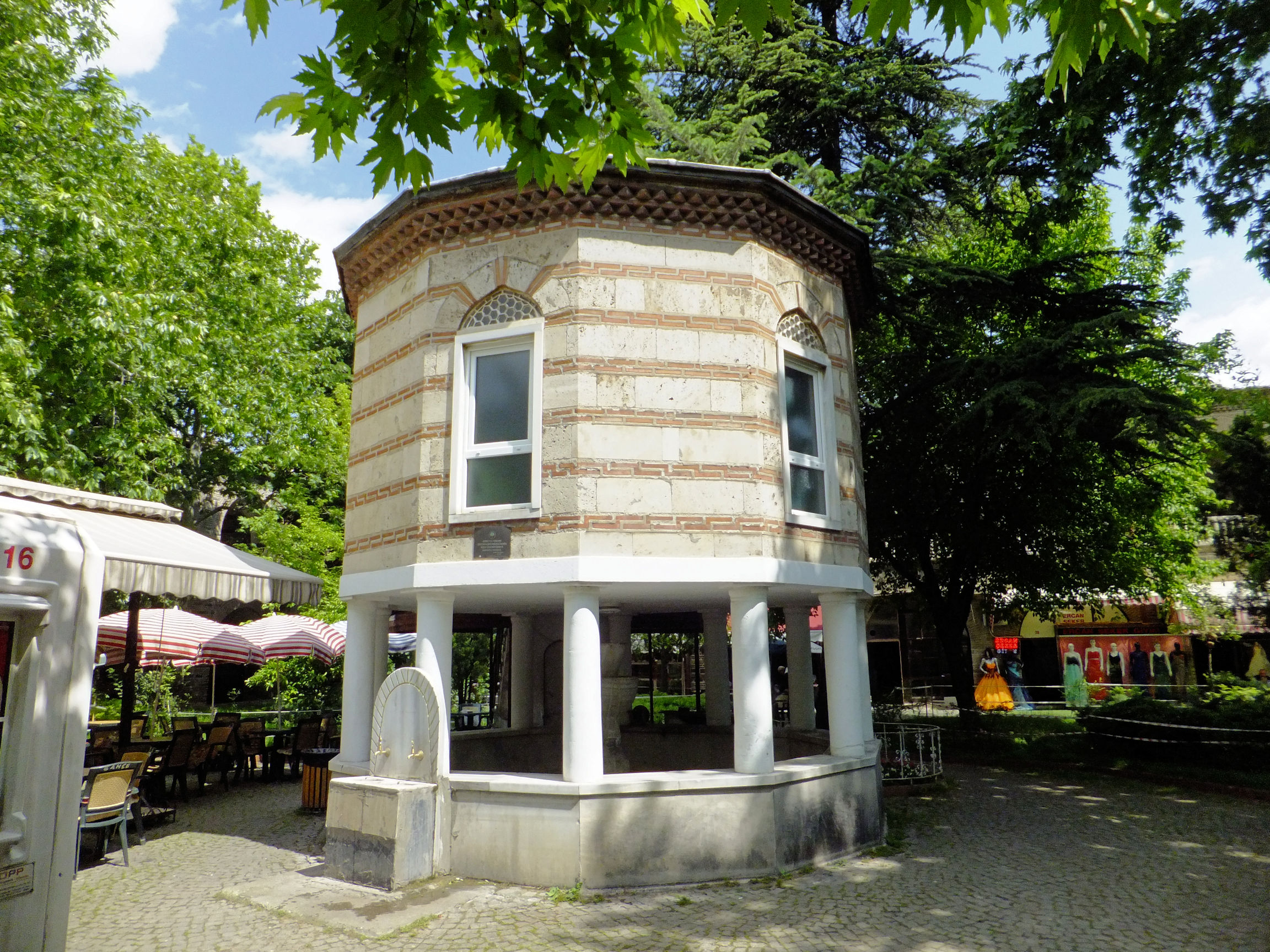
Mescit im Hof

#### Geyve Hanı
Der Geyve Hanı (Lage) wird urkundlich 1419 in der Stiftung Mehmeds I. erwähnt für den Unterhalt der Yeșil-Külliye. Seine Hofarkaden verfügen über je sieben Joche. Er liegt zwischen dem Fidan Hanı und dem Bedestan.

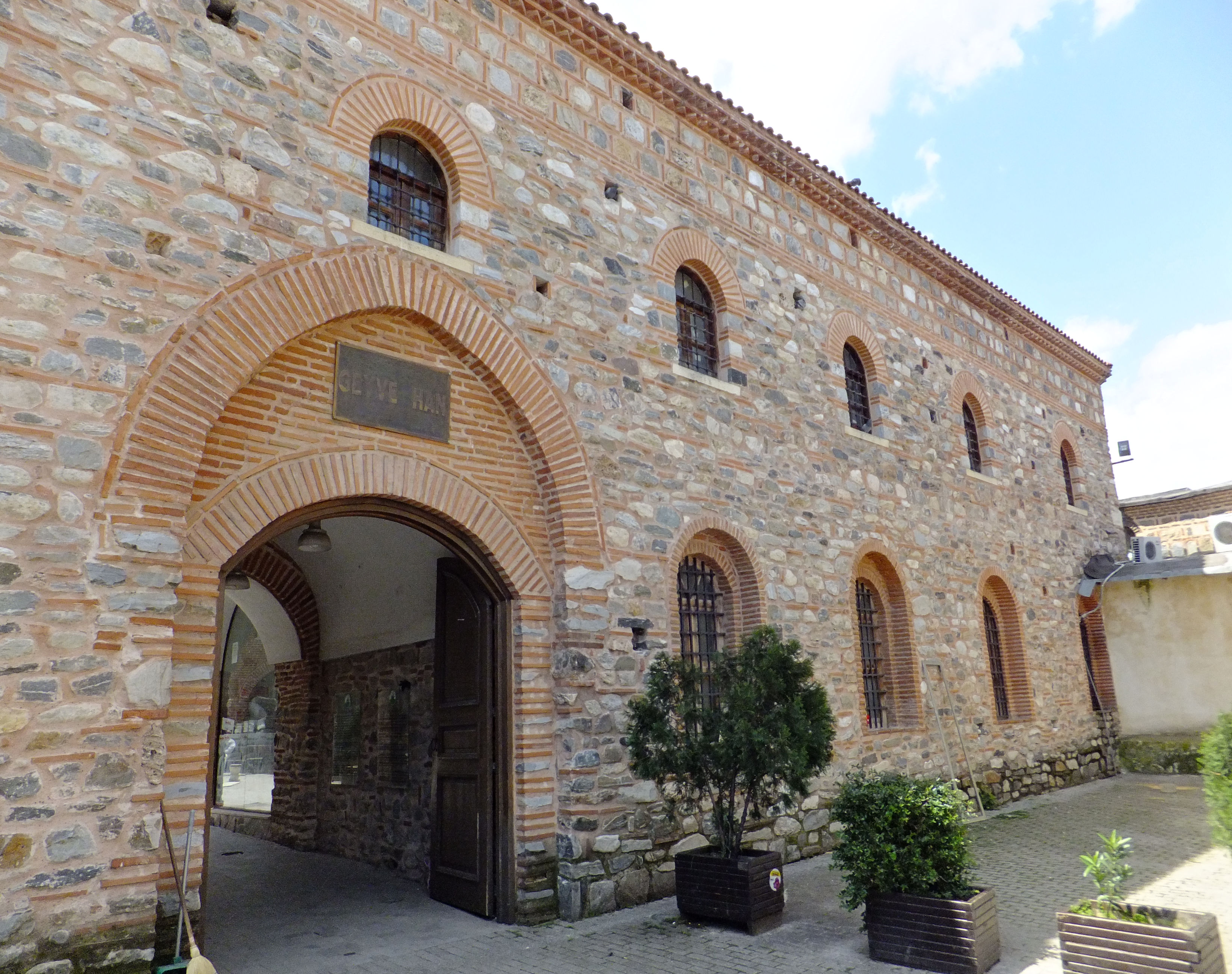
Außenseite mit Eingang
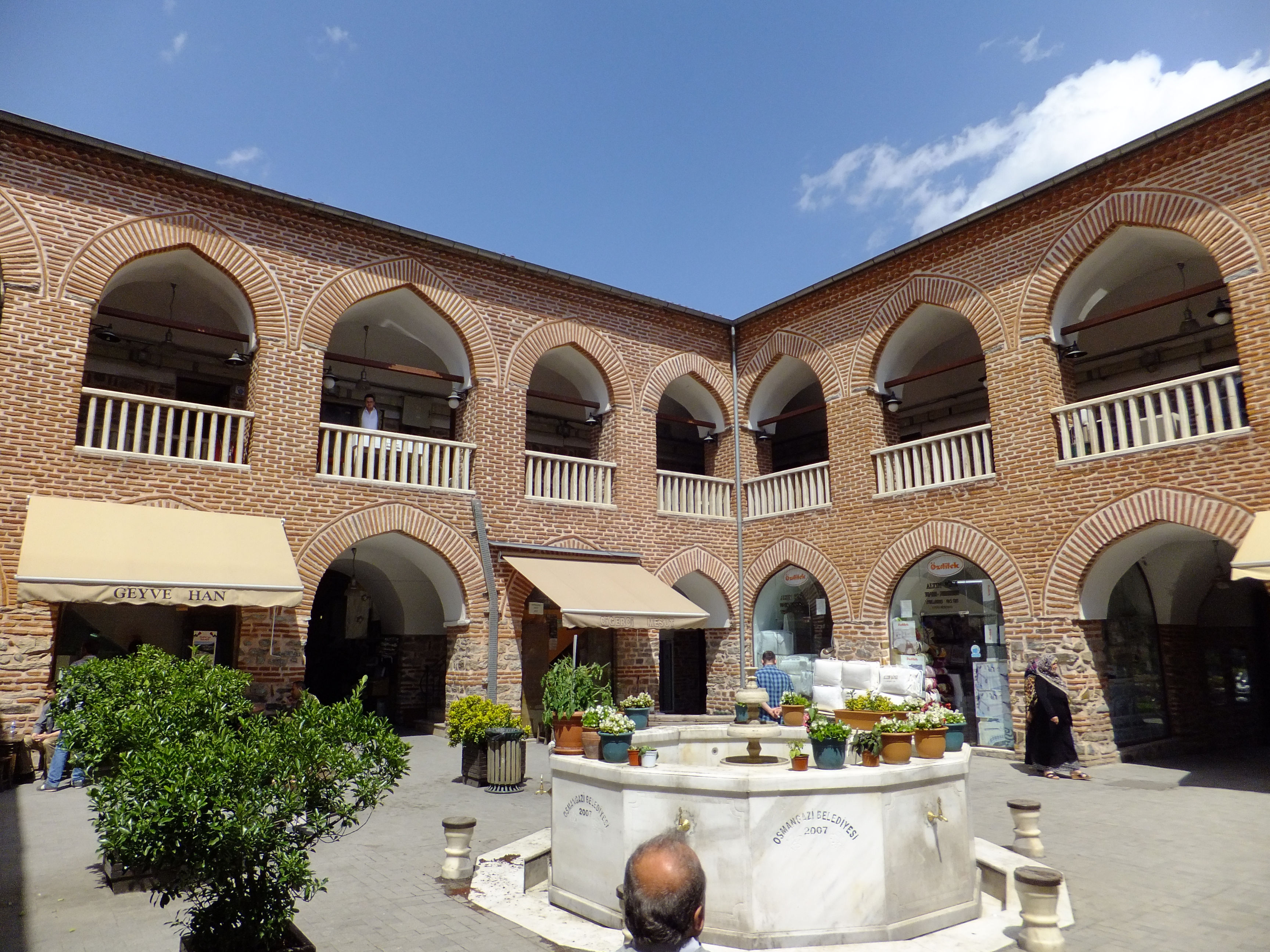
Blick über den Hof

#### İpek Hanı
Der İpek Hanı (Lage), auch Sultan Hanı genannt, wurde unter Mehmed I. (reg. 1413–1421) errichtet. Durch den Brand 1957 wurde er weitgehend zerstört, jedoch teilweise wiederaufgebaut (Stand 1976). Er liegt westlich vom Bedestan und südlich vom Pirinç Hanı.

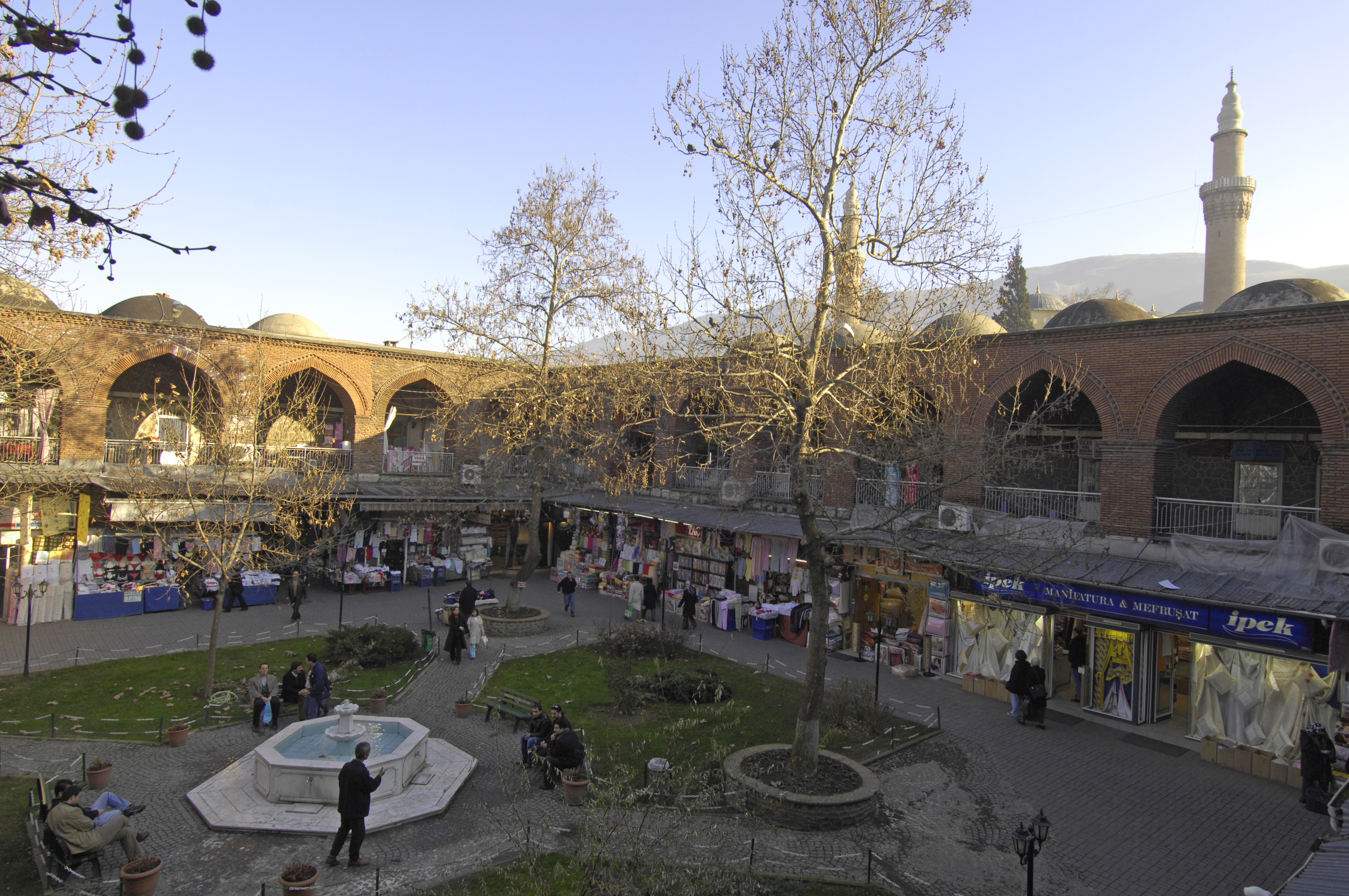
Blick über den Hof
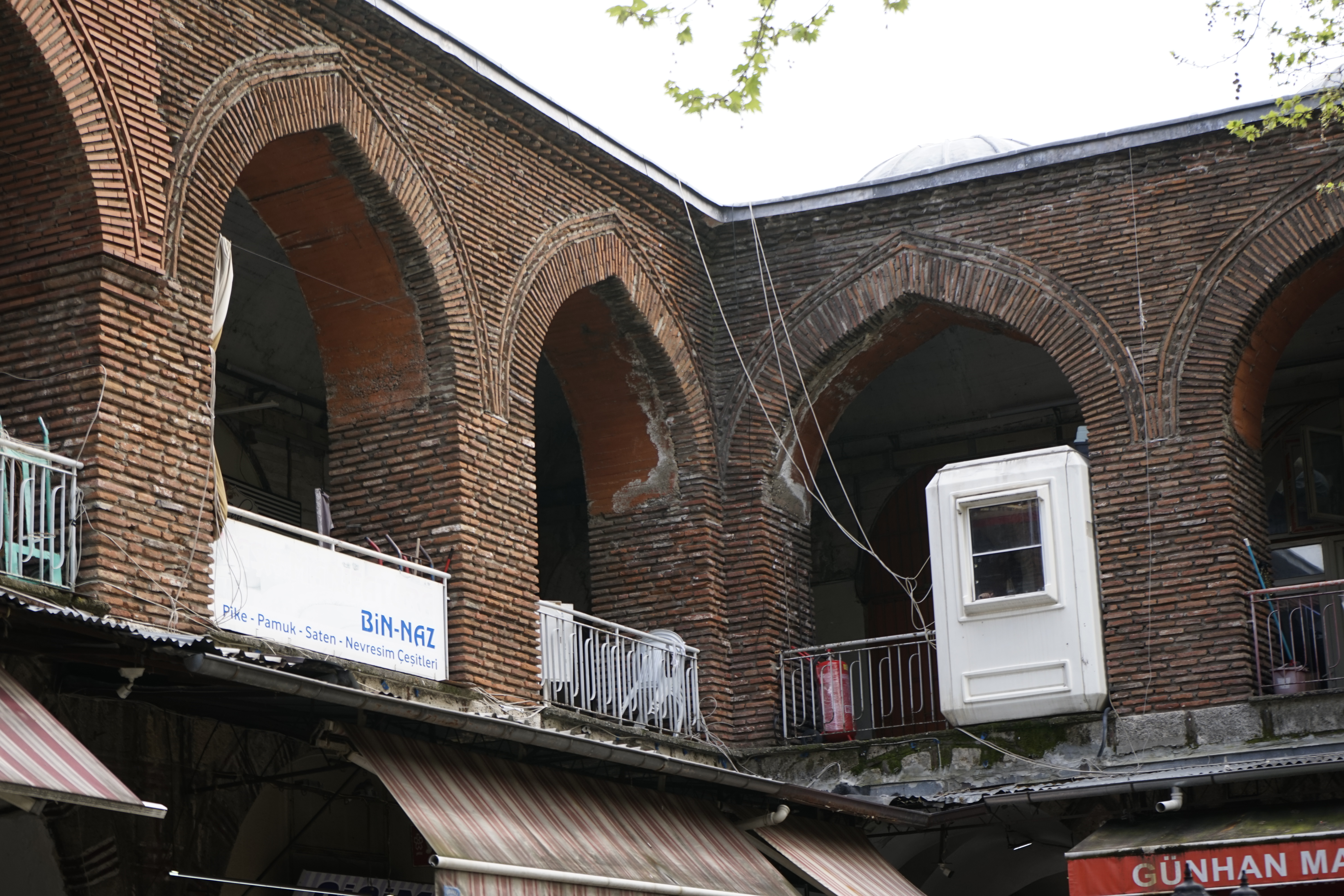
Hofseite des Obergeschosses
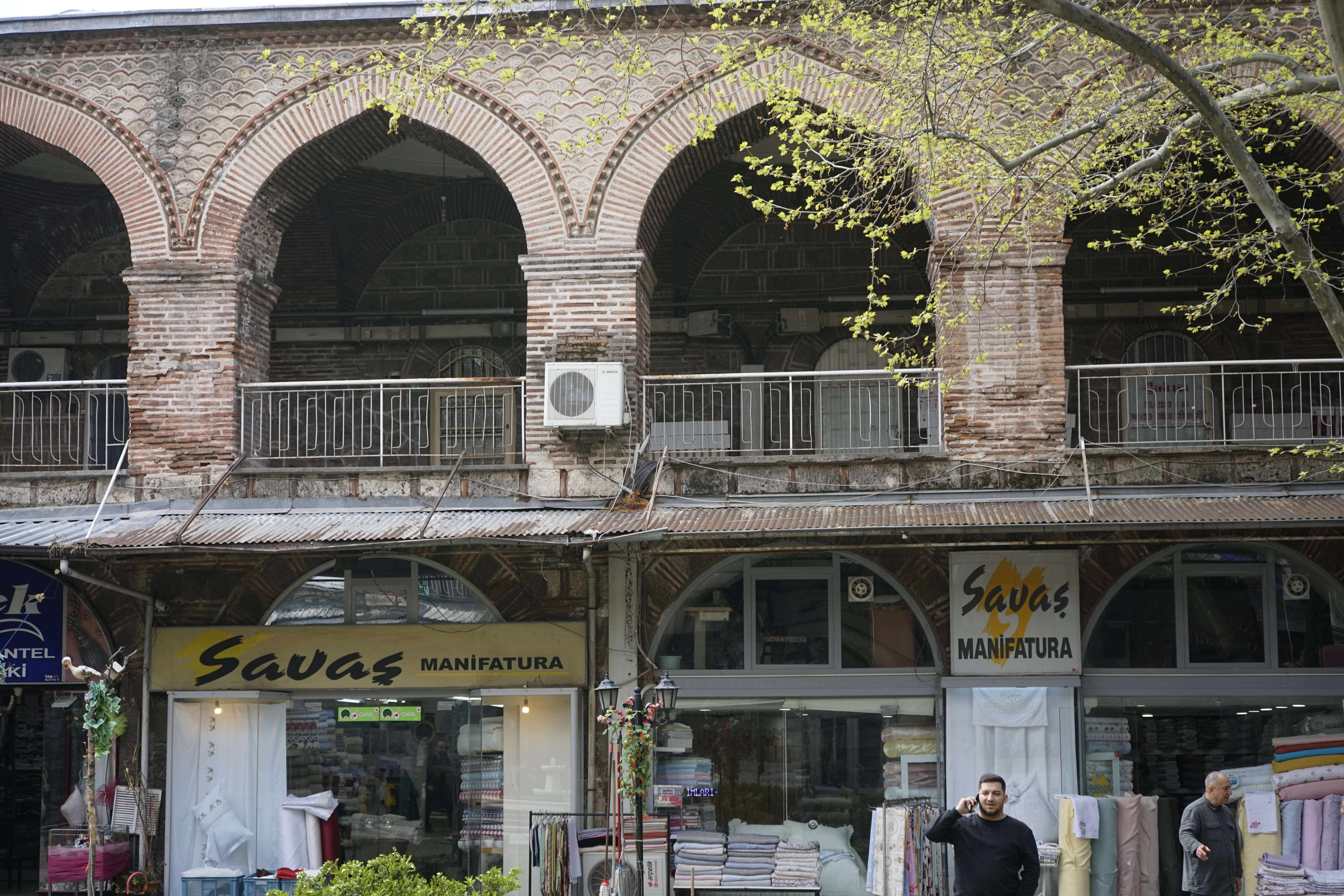
Bogenstellung im Hof

#### Kapan Hanı
Der Kapan Hanı (Lage) wurde von Murad I. 1614 zum Unterhalt seiner Stiftungen erbaut. Er ist weitgehend zerstört (Stand 1976). Er liegt westlich der Großen Moschee.

#### Koza Hanı
Der Koza Hanı (Lage) wurde 1490/91 unter Bayezid II. durch den Architekten Abdullah bin Pulatșah erbaut. Er verfügt über 13 Joche in seinen inneren Hallengängen in Nordsüd-Richtung und über elf Joche in Ostwest-Richtung. Im Hof befindet sich eine achteckige Mescit über einem Brunnen.

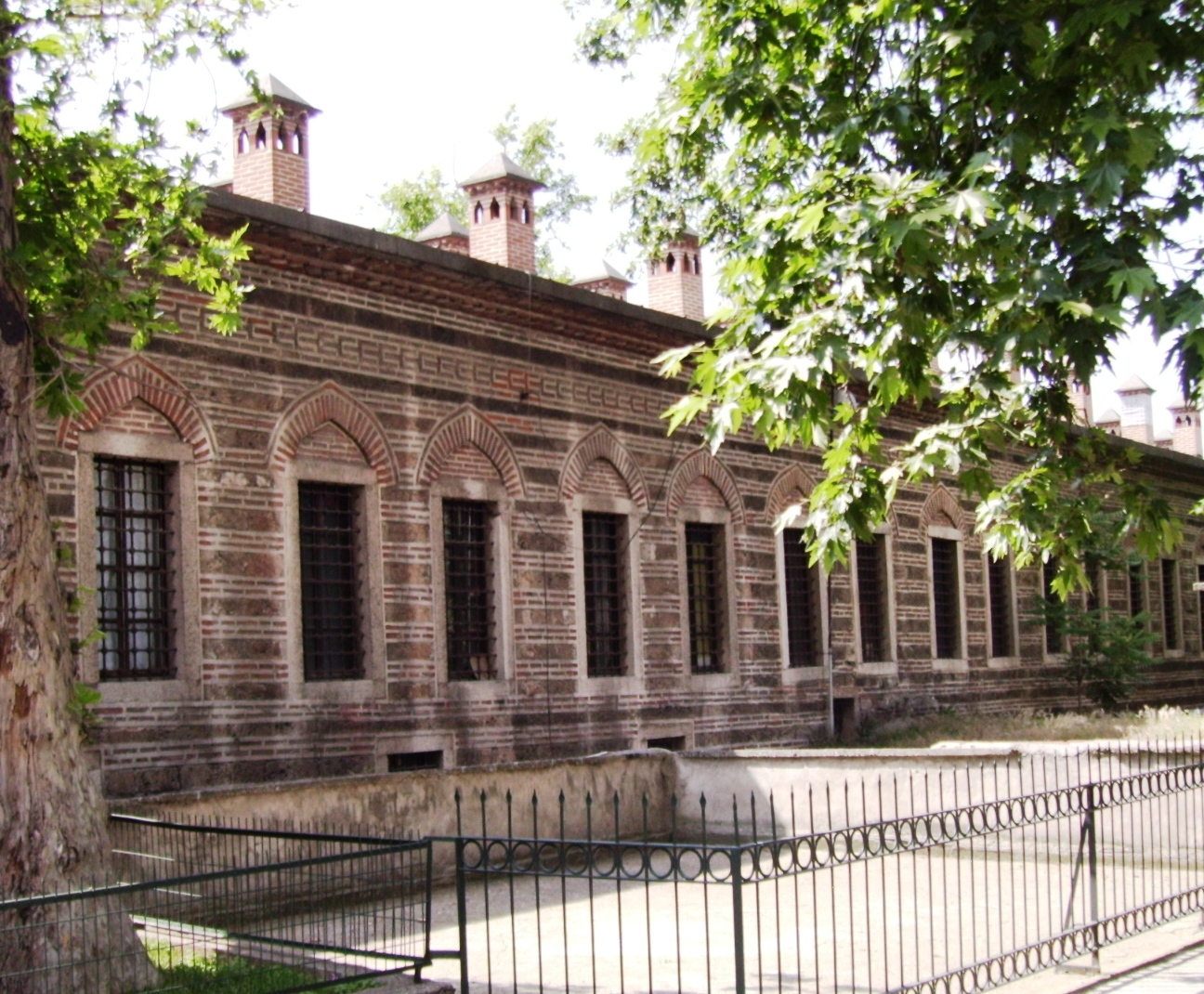
Südfassade
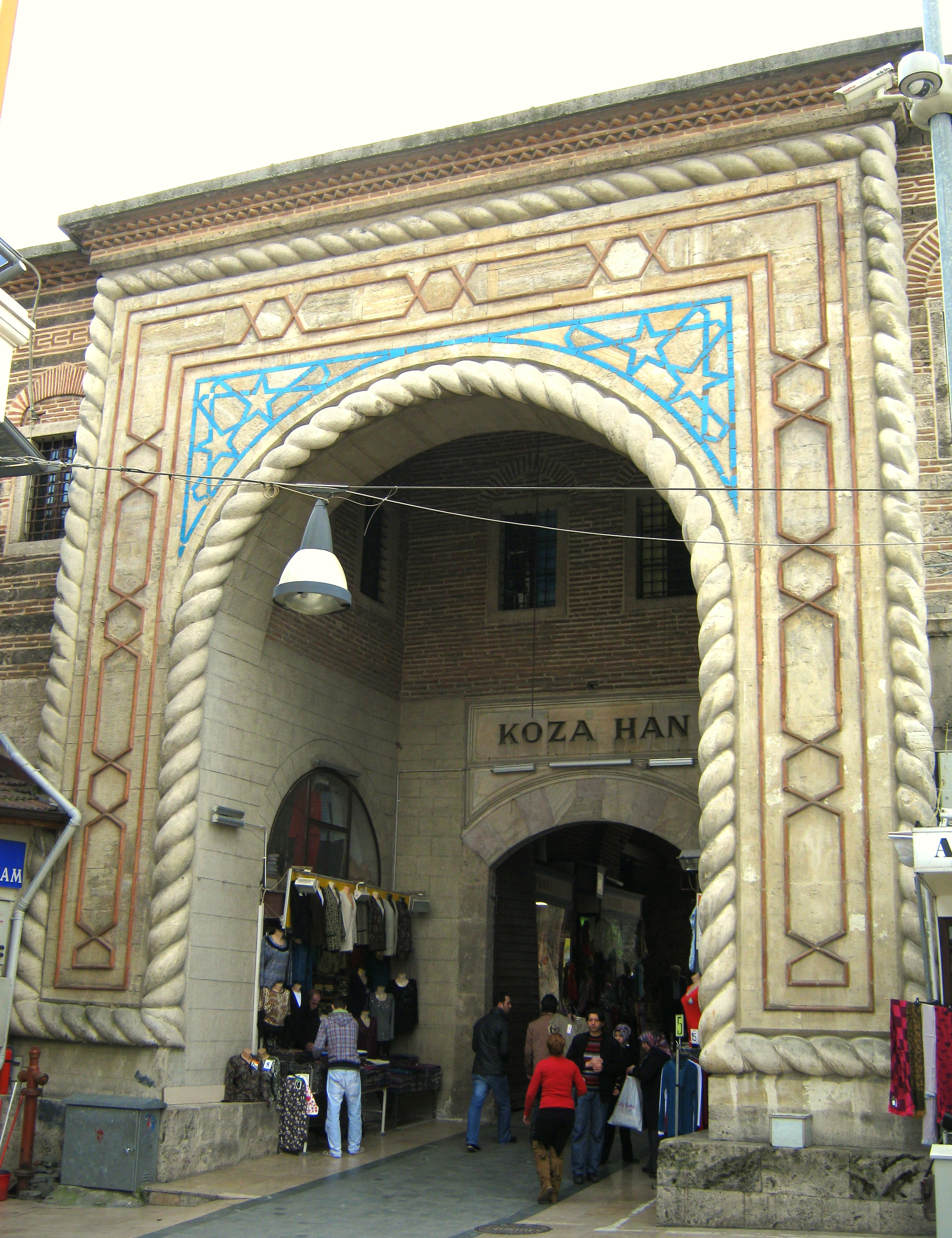
Nordeingang
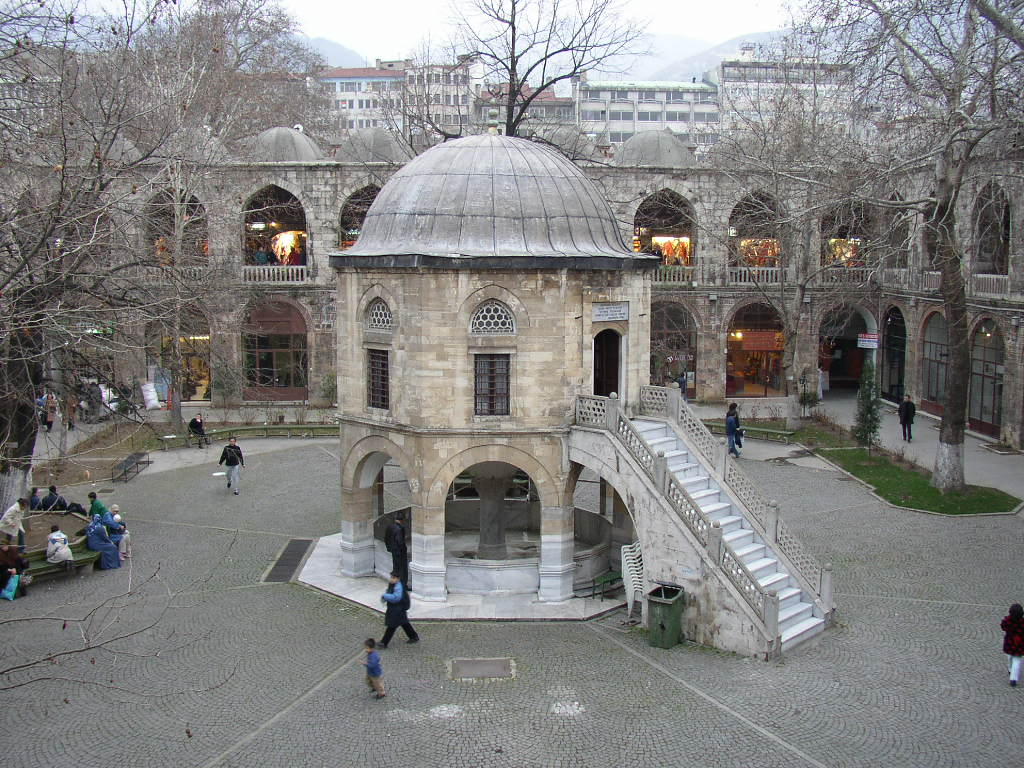
Hof mit Brunnen und Mescit
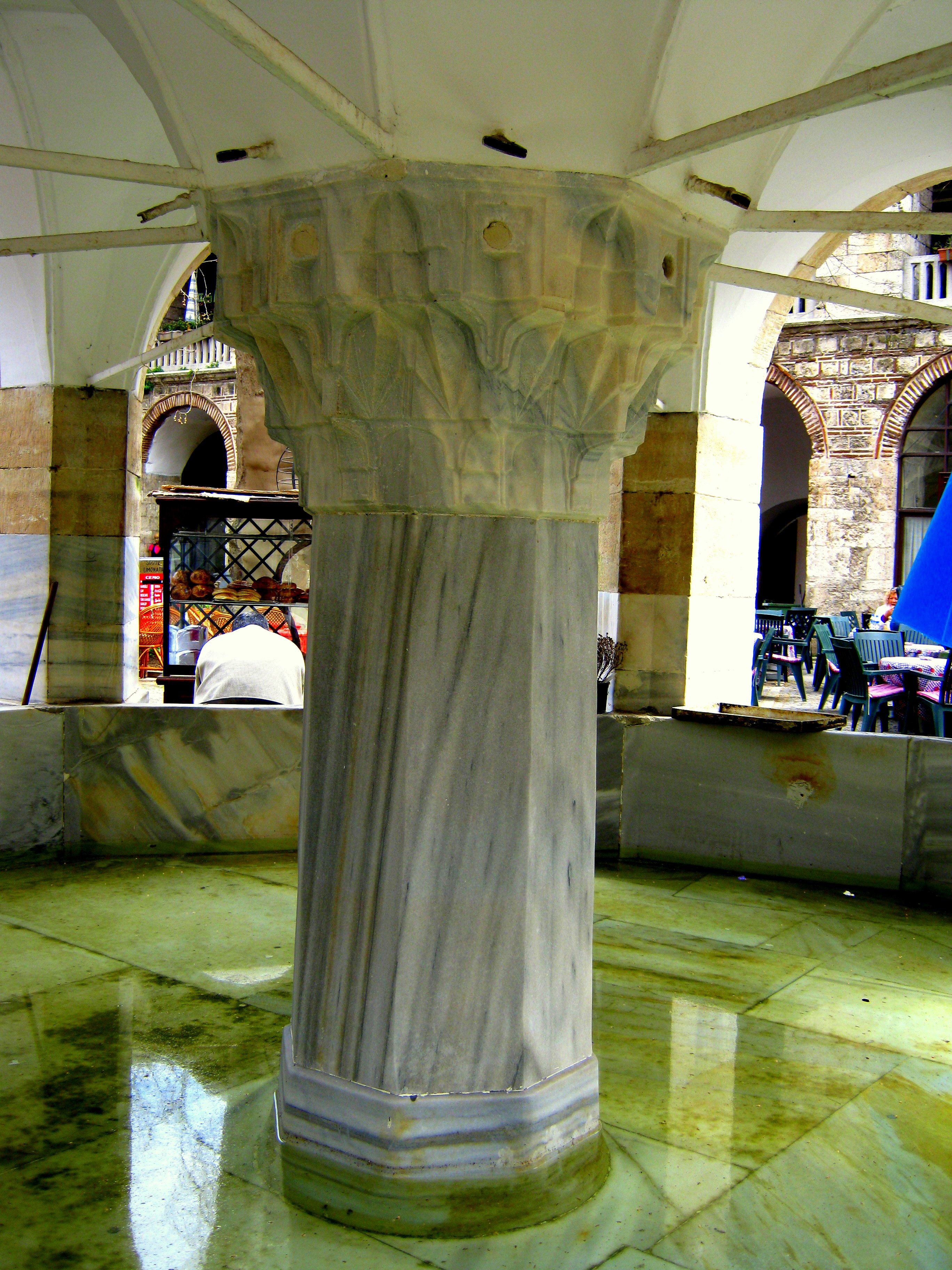
Zentrale Säule im Brunnen
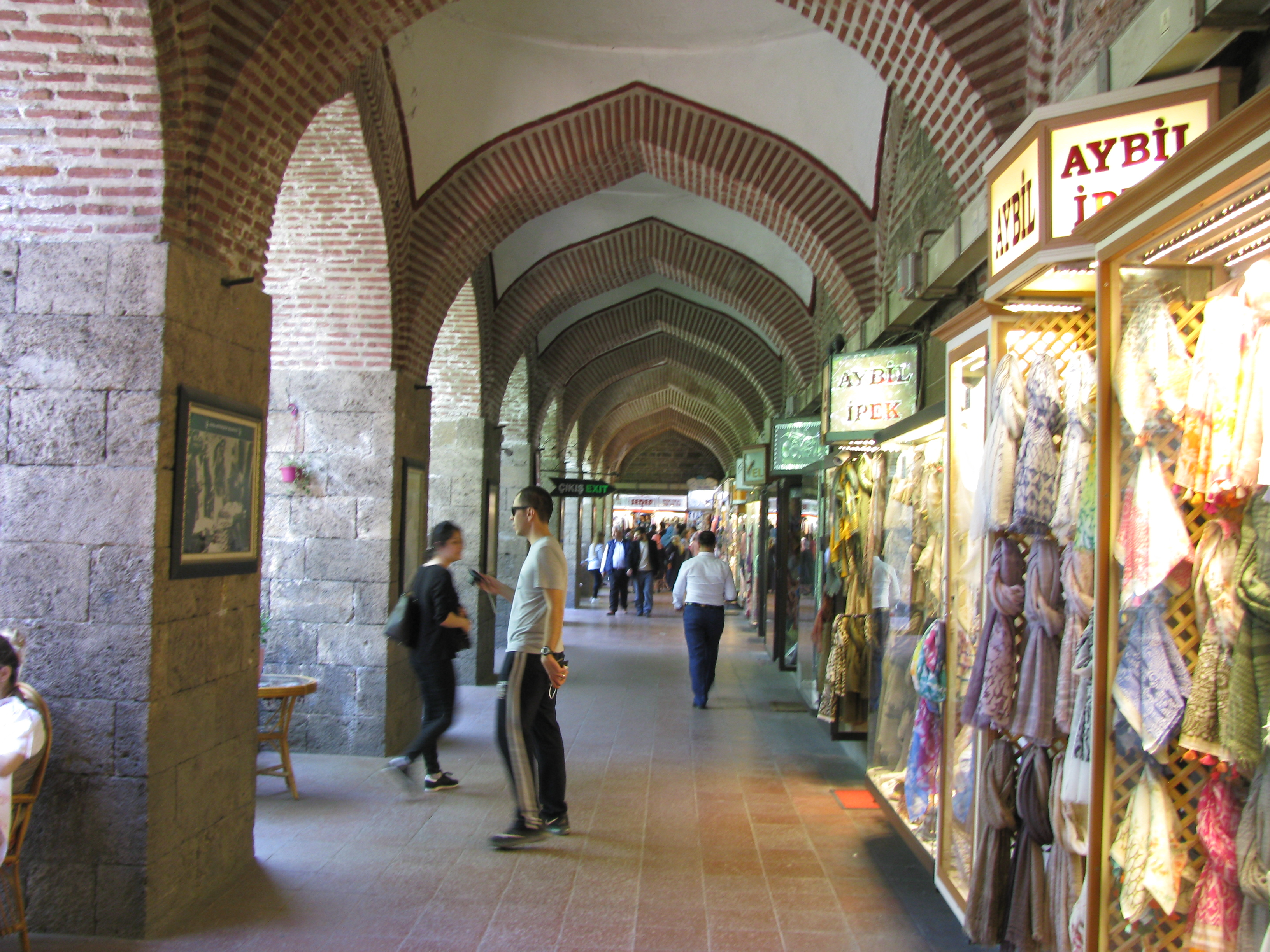
Arkade im Erdgeschoss

#### Pirinç Hanı
Der Pirinç Hanı (Lage) wurde unter Bayezid II. durch die Architekten Yakup Șah bin Sultanșah und Ali bin Adbullah erbaut und 1508 vollendet. Er finanzierte die Bayesid-Külliye in Istanbul und liegt im Nordwesten des Marktviertels. Die Hofarkaden verfügen über je elf Joche. Im Südosten sind vor dem Eingang sich gegenüberliegend zwei Reihen von je fünf Läden vorgelagert.

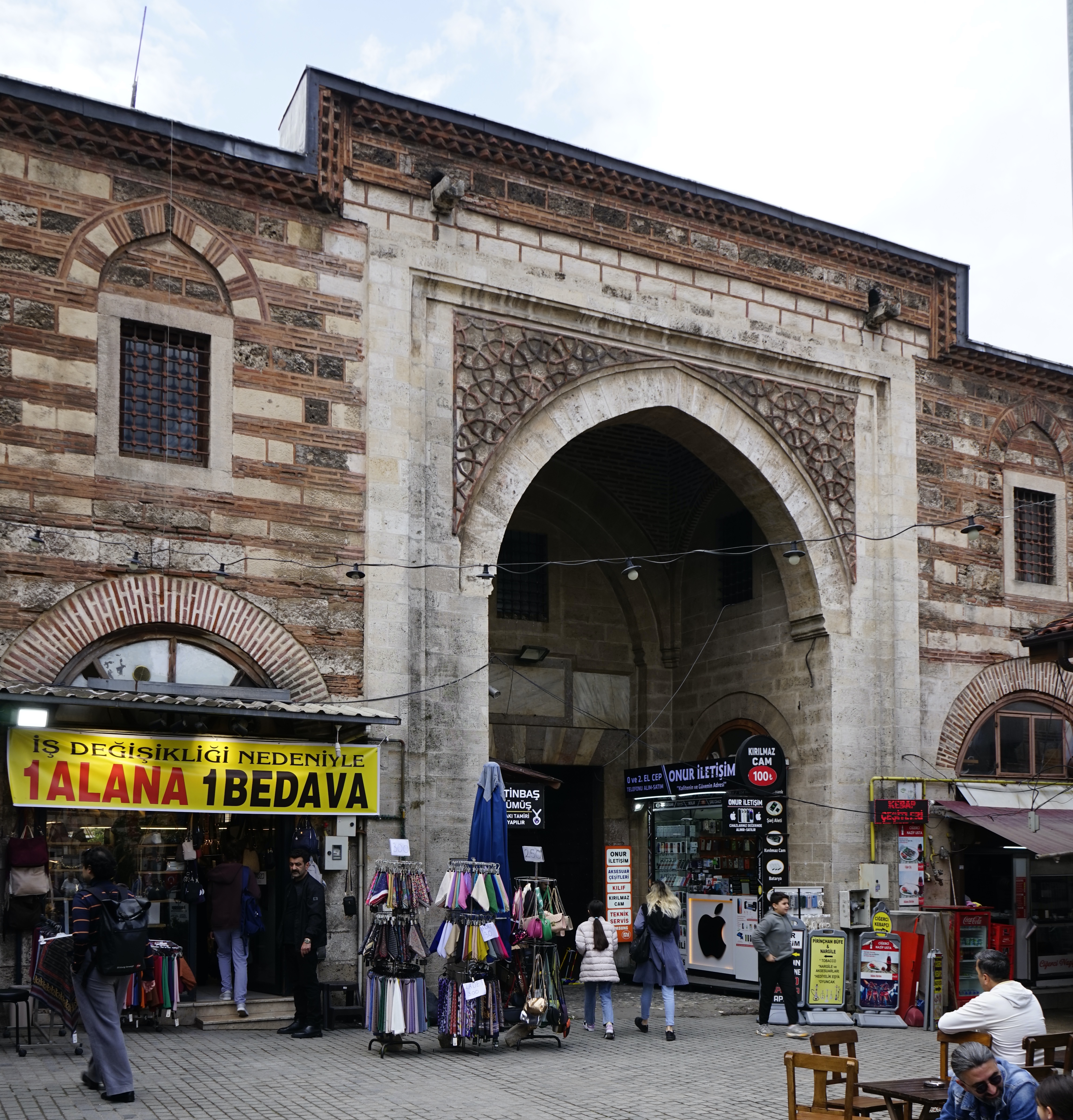
Pirinç Hanı, östlicher Eingang
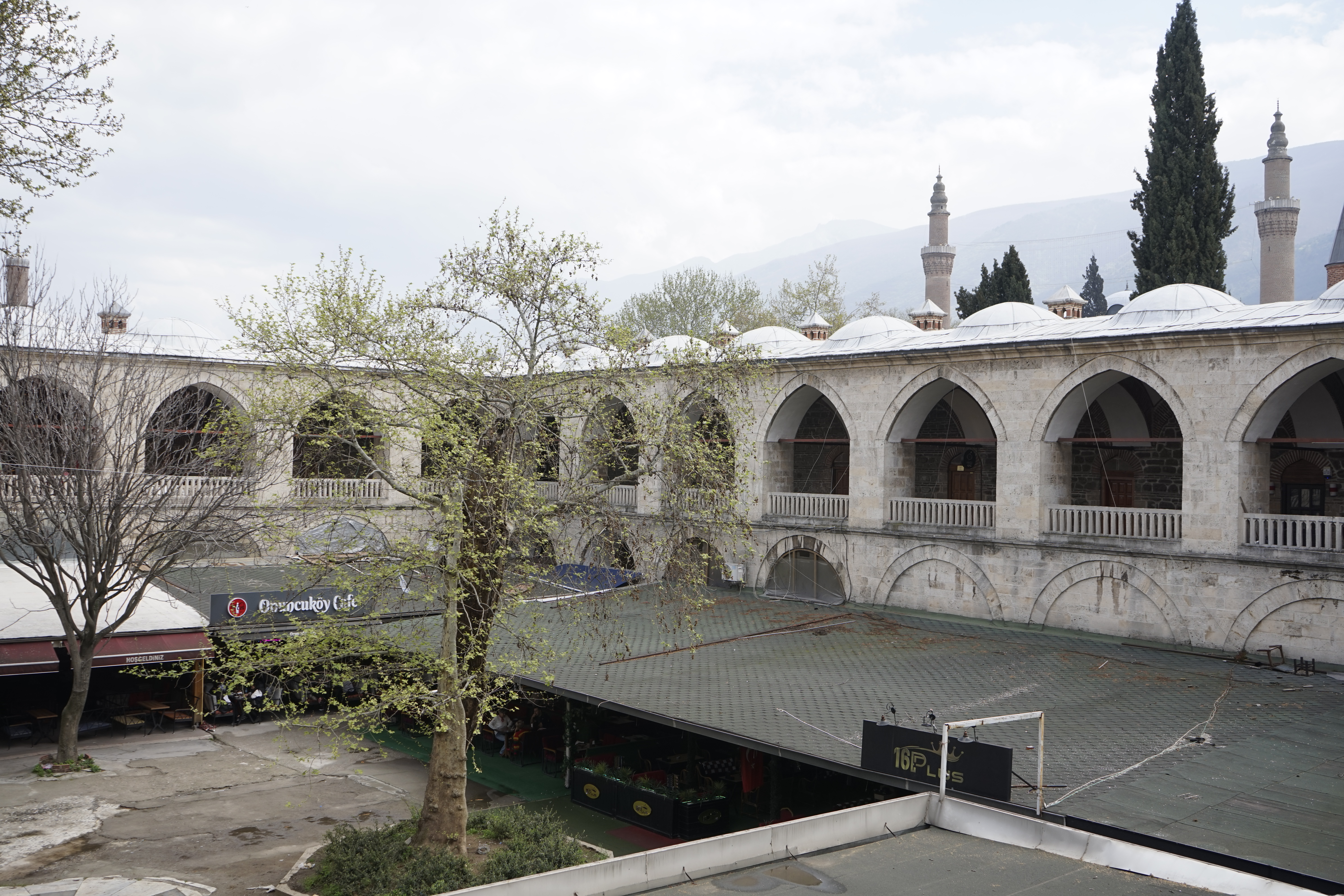
Hof mit Süd- und Ostflügel
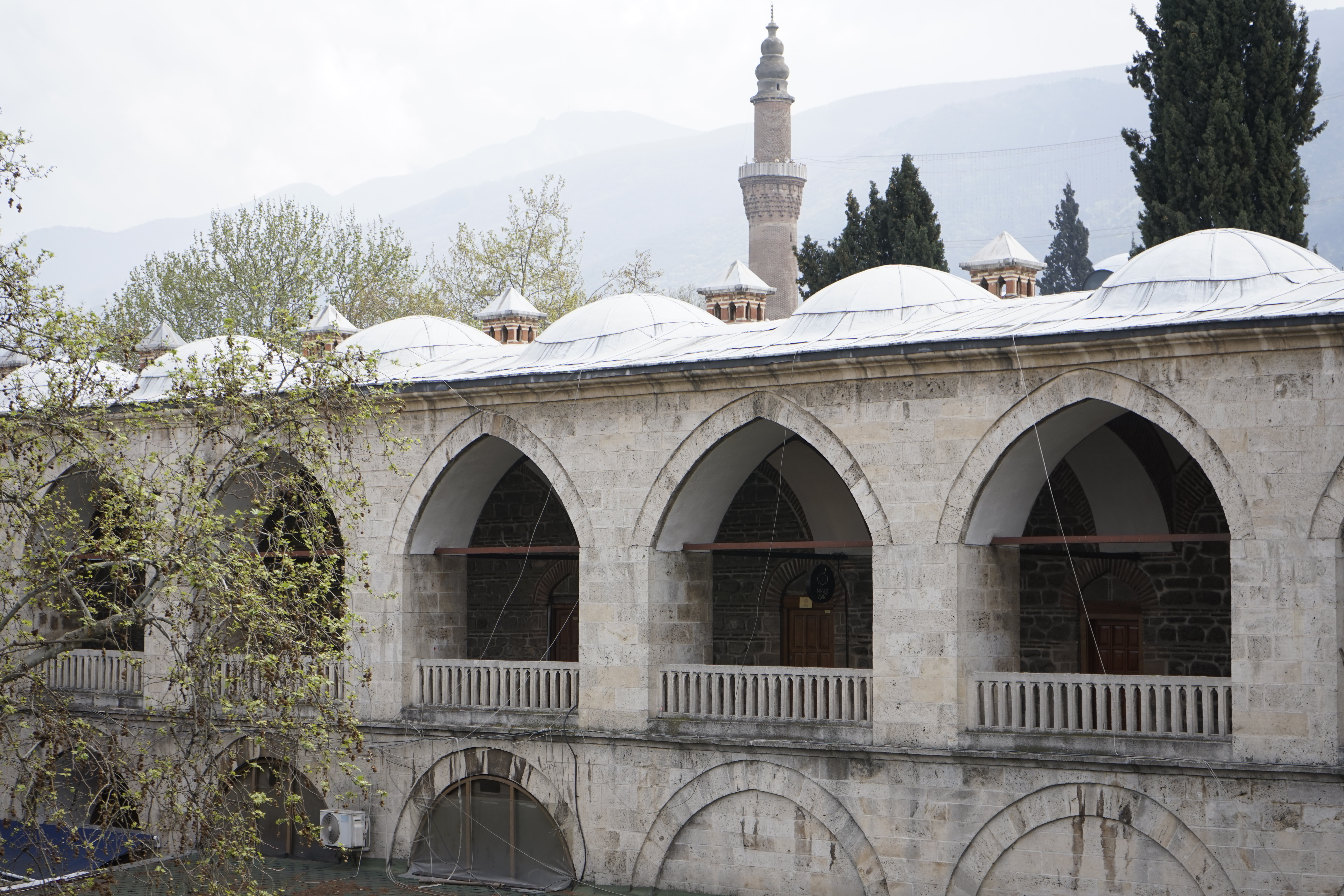
Detailansicht der Bögen im ersten Obergeschoss
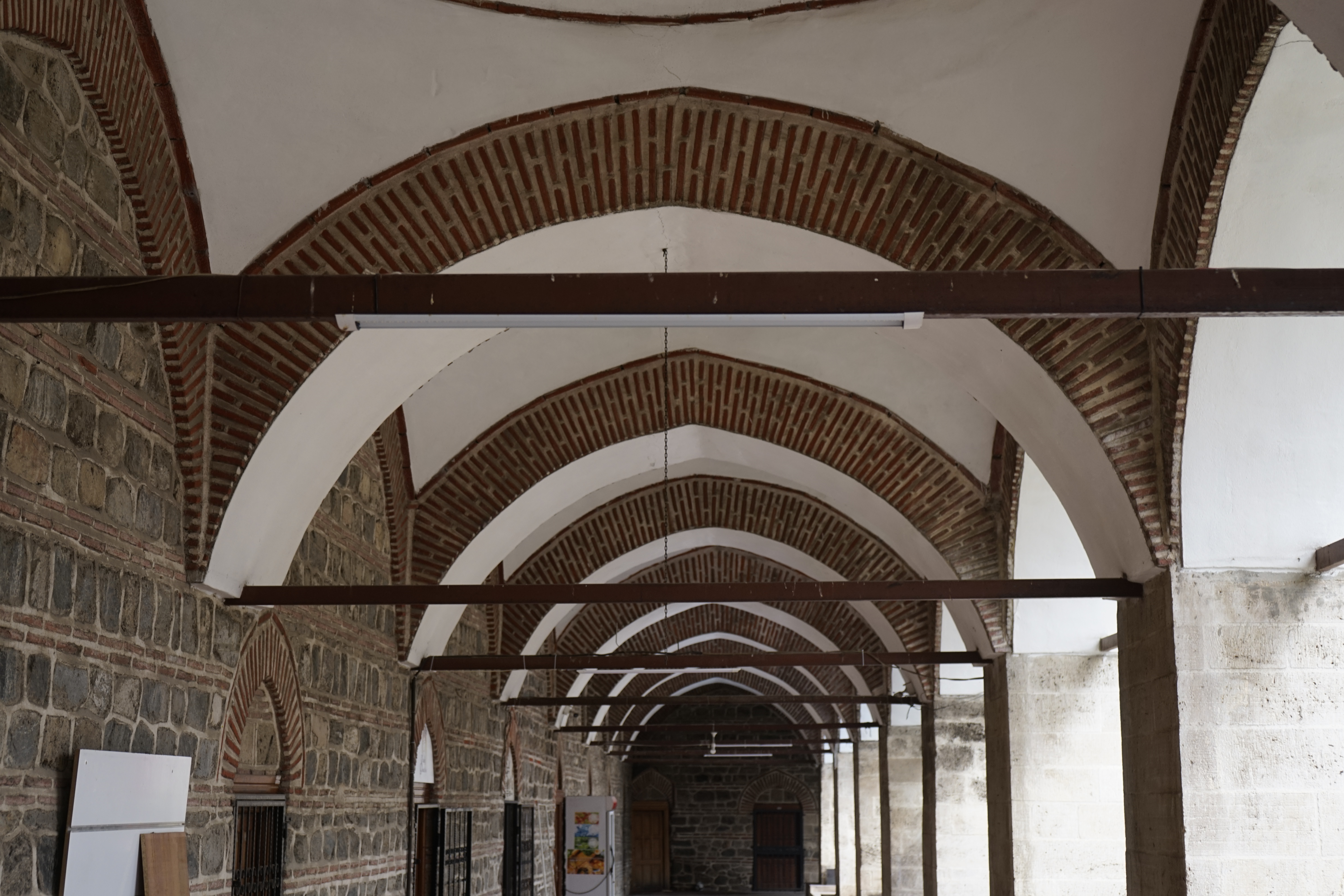
Flur im ersten Obergeschoss
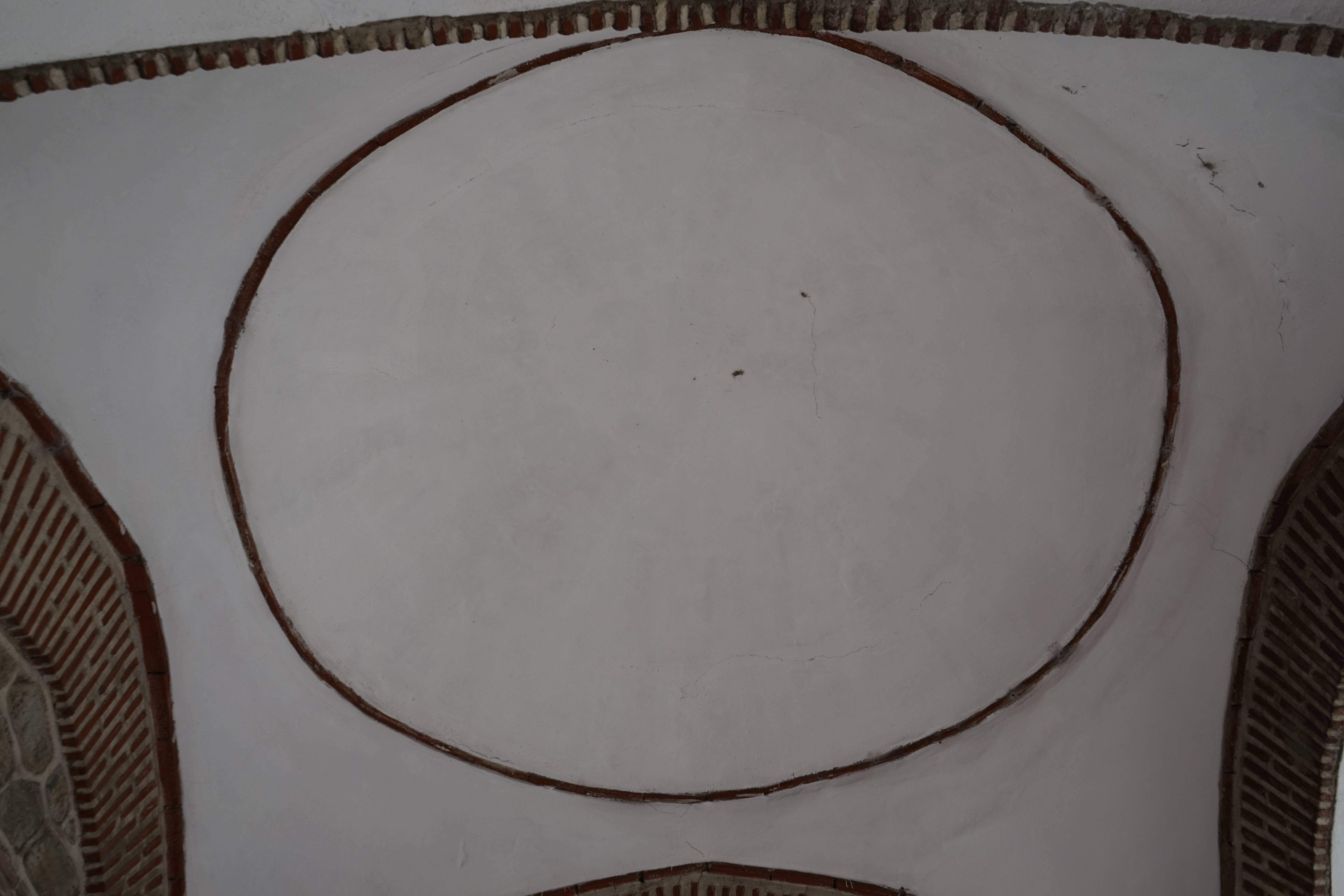
Kuppel im ersten Obergeschoss

#### Sipahi und Gelincik Çarșıları
Die Sipahi und Gelincik Çarșıları (Lage) sind zwei nebeneinanderliegende überkuppelte Ladenstraßen von fünf und vier Kuppeln. Sie wurden unter Mehmed II. (1451–1481) erbaut.

### Sonstige Bauten
Neben den Bauten des Handels befinden sich auch Bäder und fromme Stiftungen im Viertel. Abgesehen von der Orhan-Gazi-Moschee (Lage) und der Großen Moschee (Lage) sind die wichtigsten Bauten folgende:

#### Orhan Gazi Hamamı
- Der Orhan Gazi Hamamı (Lage), auch Bey Hamamı genannt, liegt zwischen dem Emir Hanı und dem Koza Hanı und wurde nach dem Brand 1957 wiederhergestellt. Er ist ein Doppelbad mit kreuförmigem, überkuppeltem Schwitzbaderaum.[1]

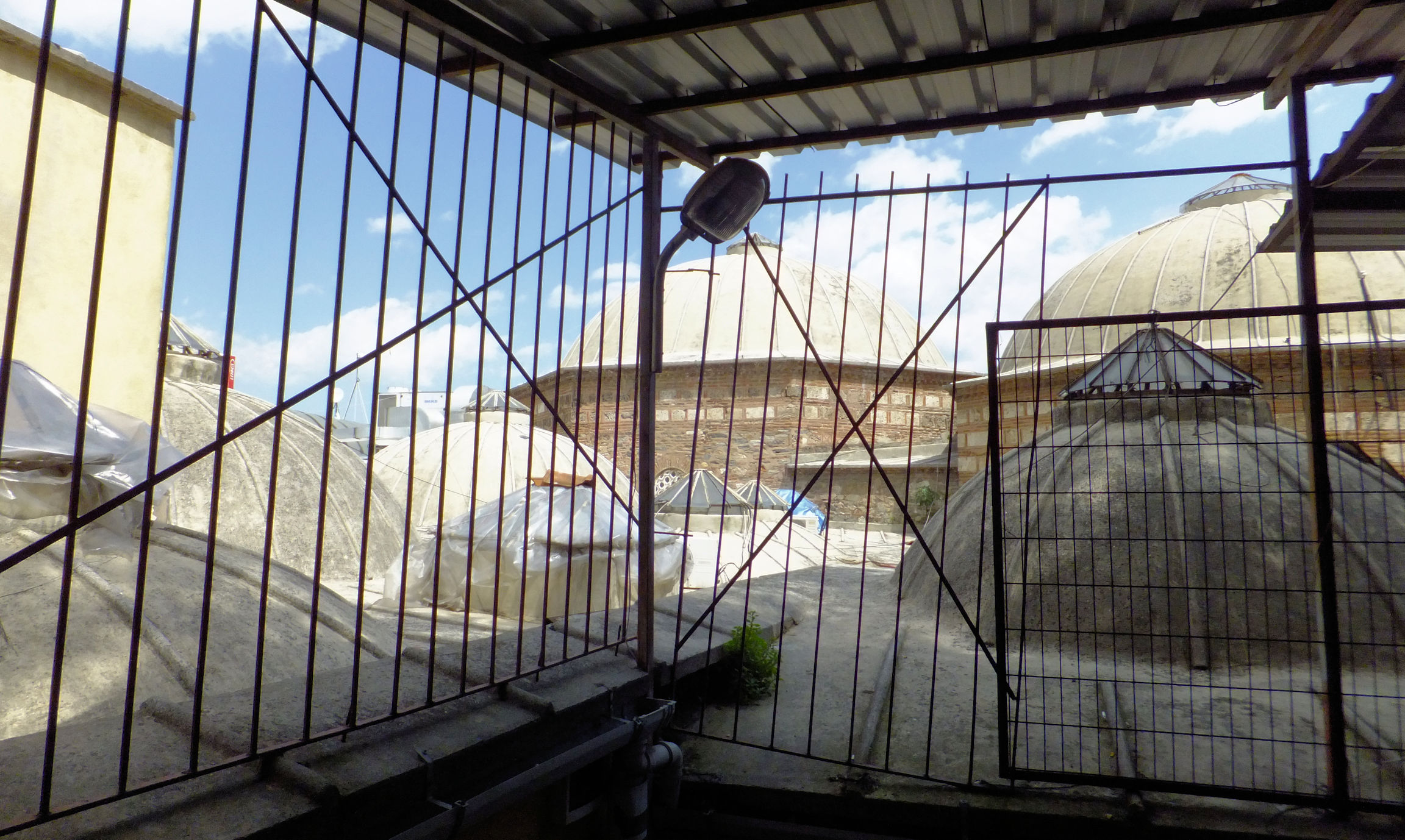
Kuppel von oben
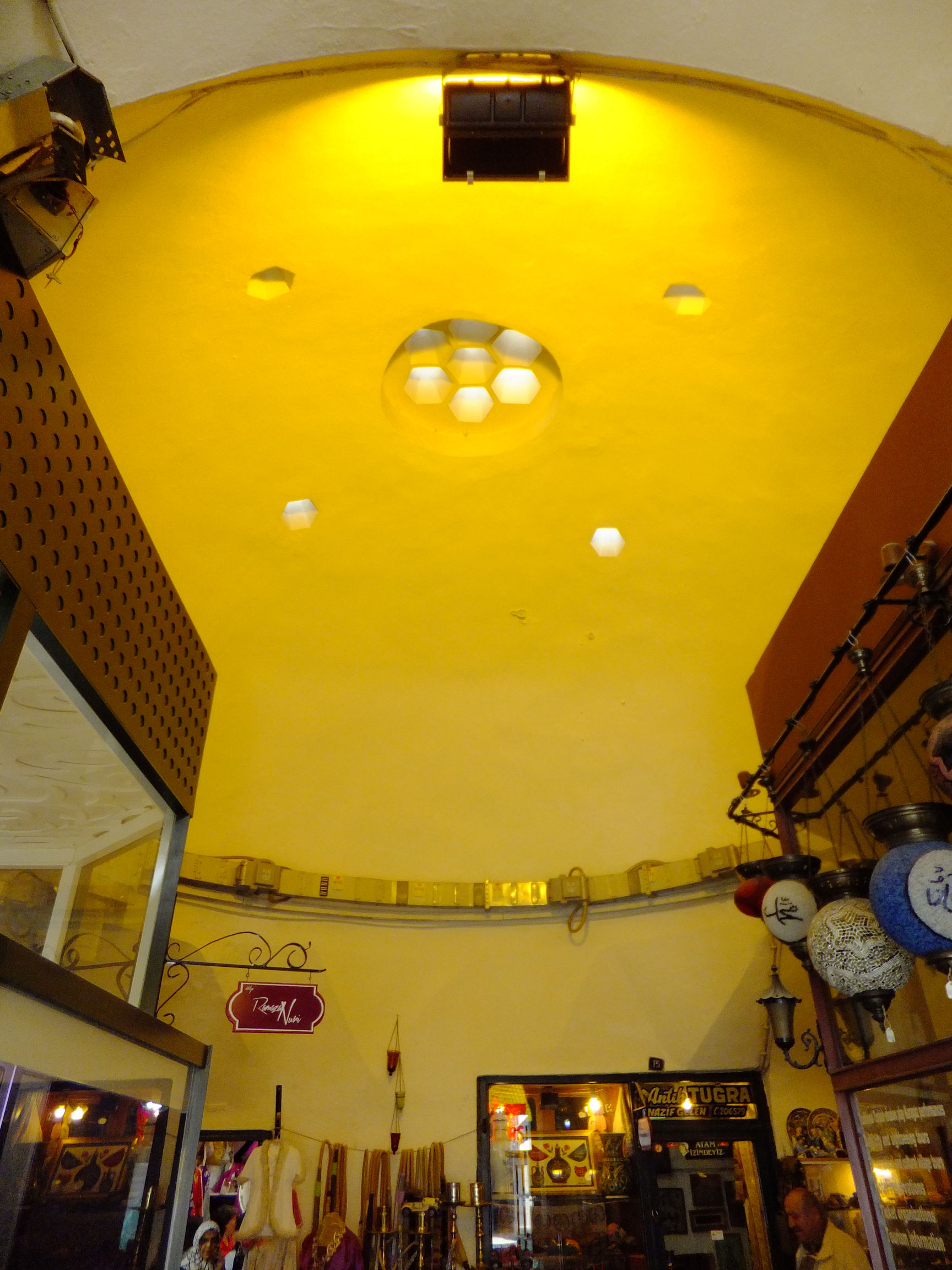
Innenraum mit Kuppel

#### Șengül Hamamı
- Der Șengül Hamamı (Lage) wurde unter Bayezid I. (reg. 1389–1402) erbaut. Er ist zweiachsig, aber kein Doppelbad. Die Baderäume sind neben dem großen Camekan angeordnet.[1]

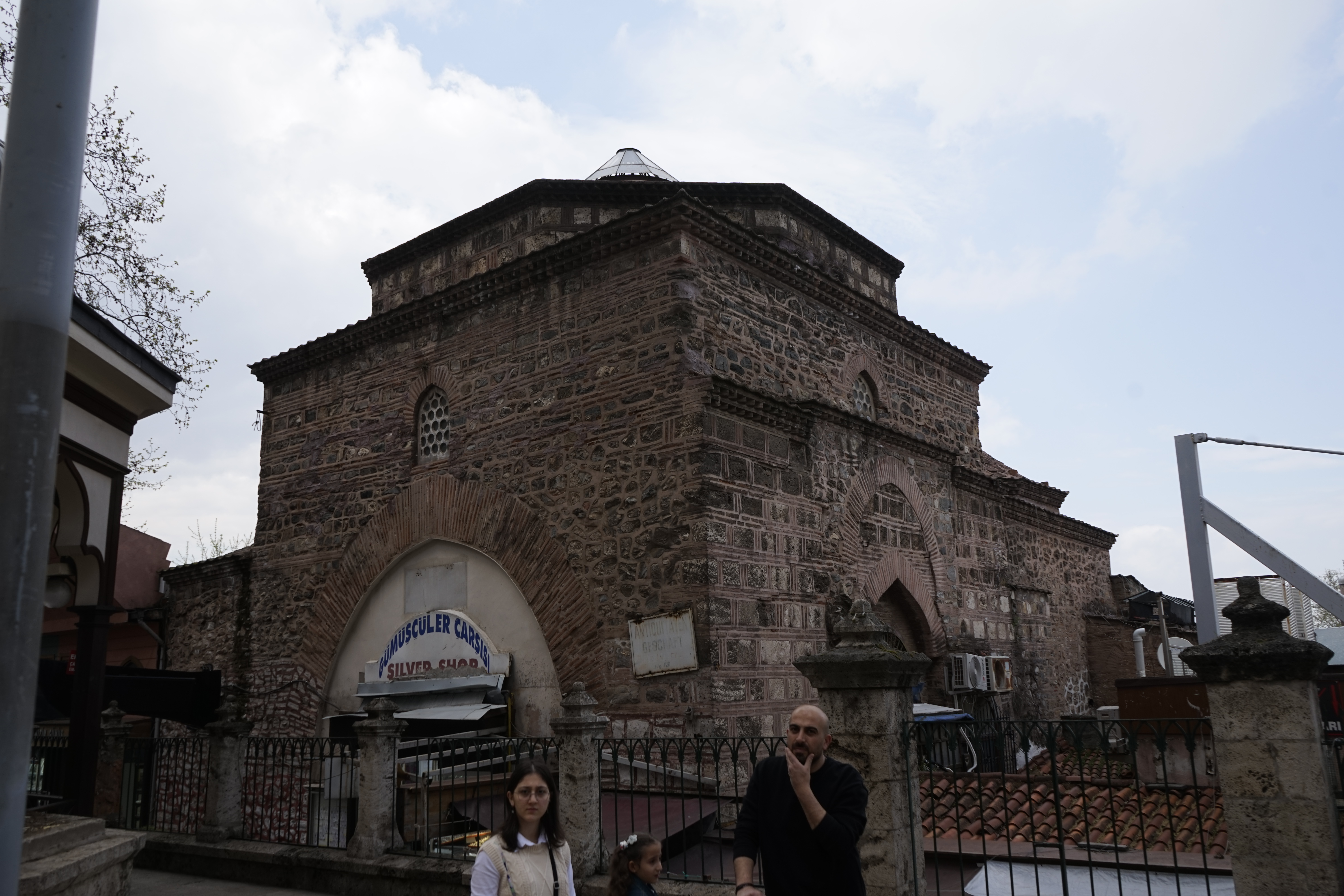
Ansicht von Südosten
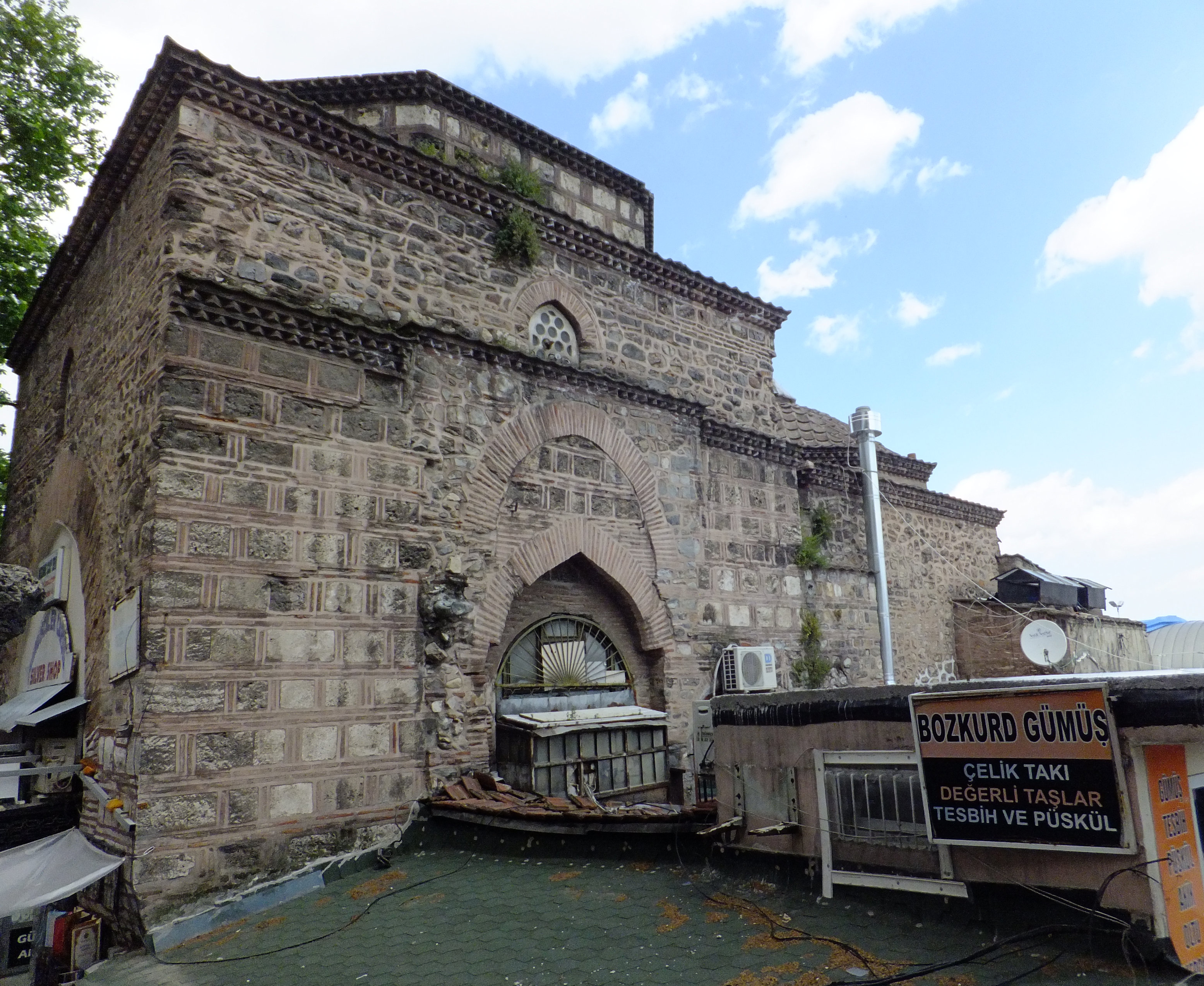
Ostfassade

#### Tavuk Batar Hamamı
- Das Tavuk Batar Hamamı (Lage) wurde unter Murad II. (reg. 1421–1451) erbaut. Es besitzt eine komplexe Raumfolge und aufwändiges Muqarnaswerk im Innenraum.[1]

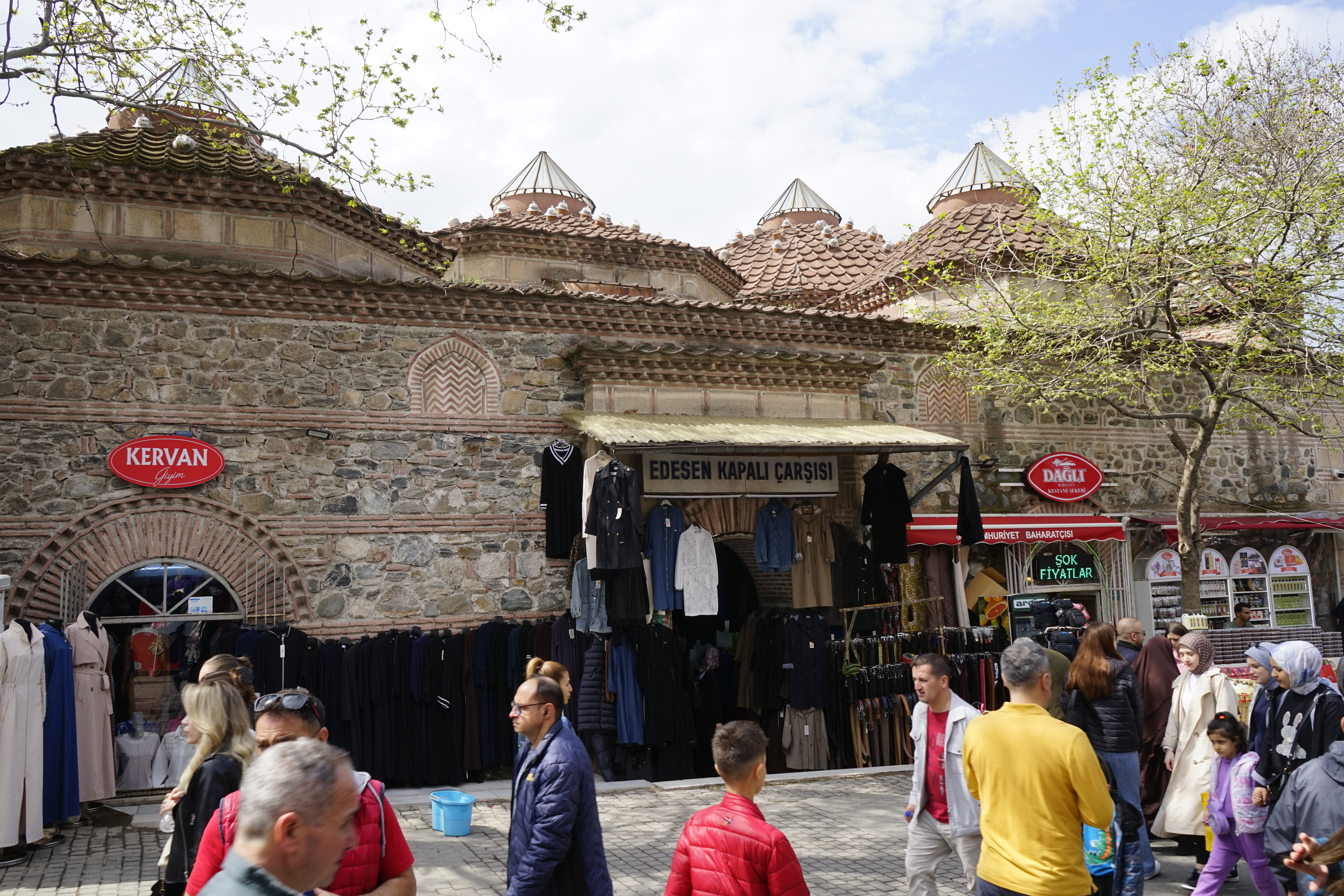
Ansicht von Westen
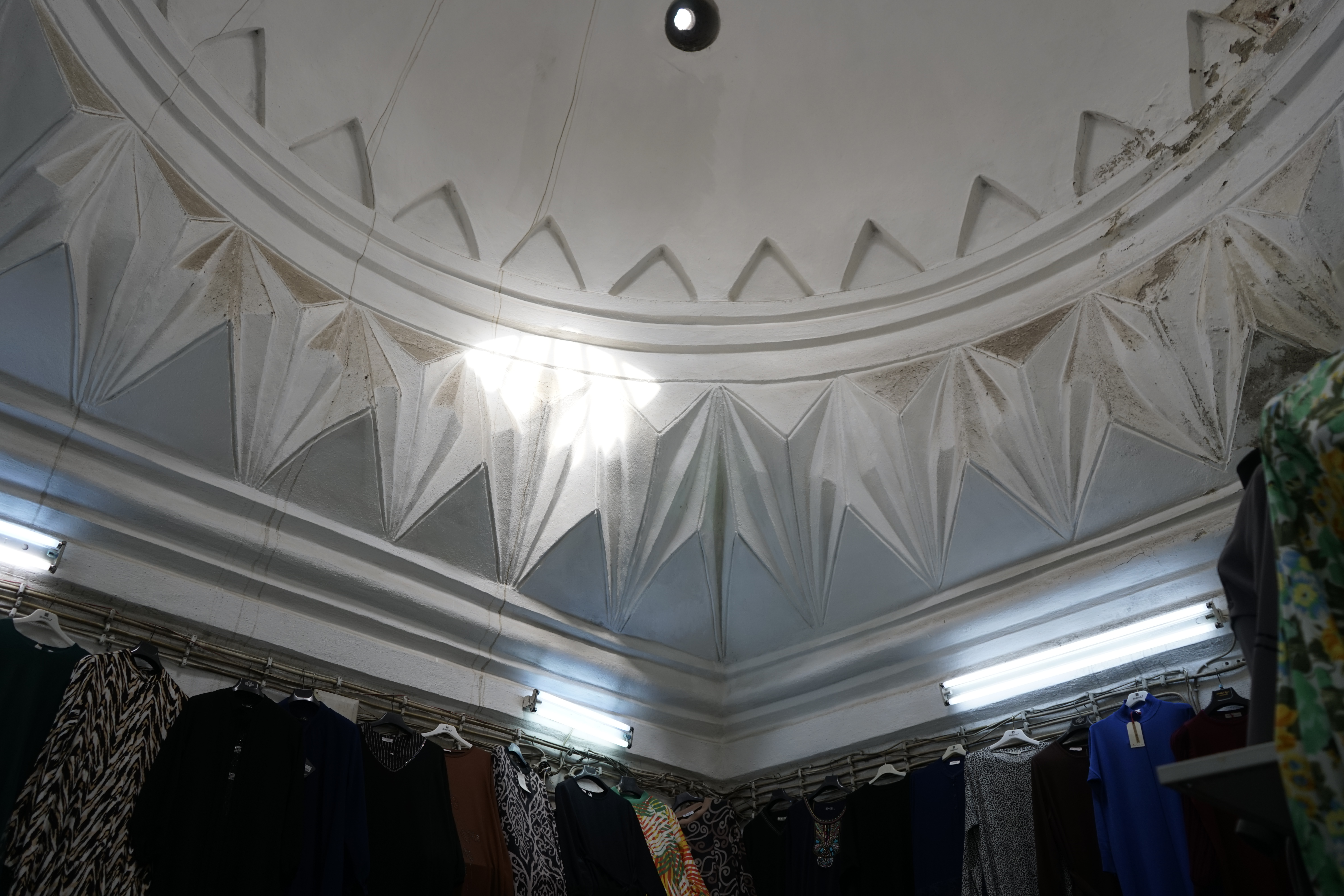
Große Kuppel mit Faltwerk
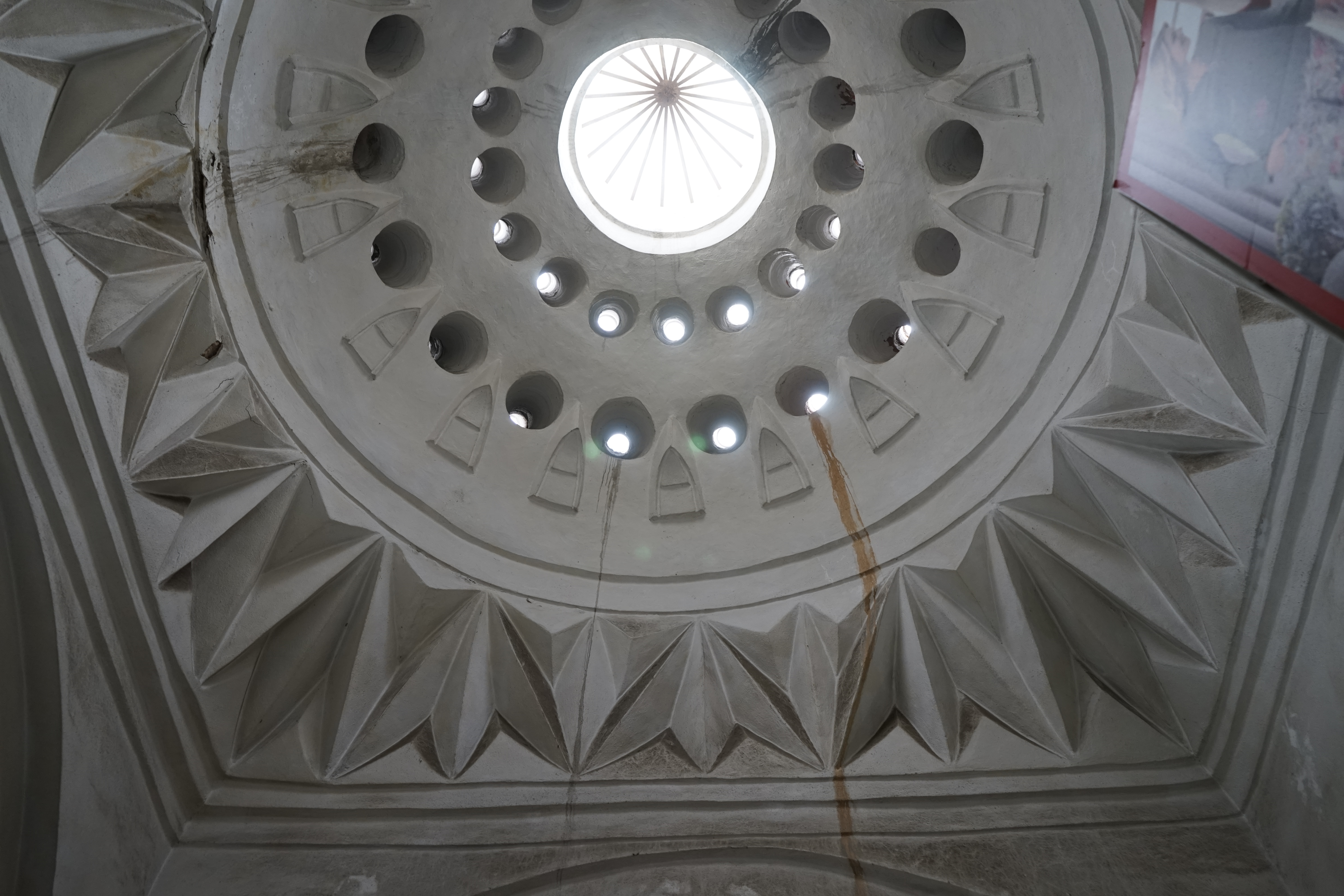
Kleine Kuppel mit Faltwerk
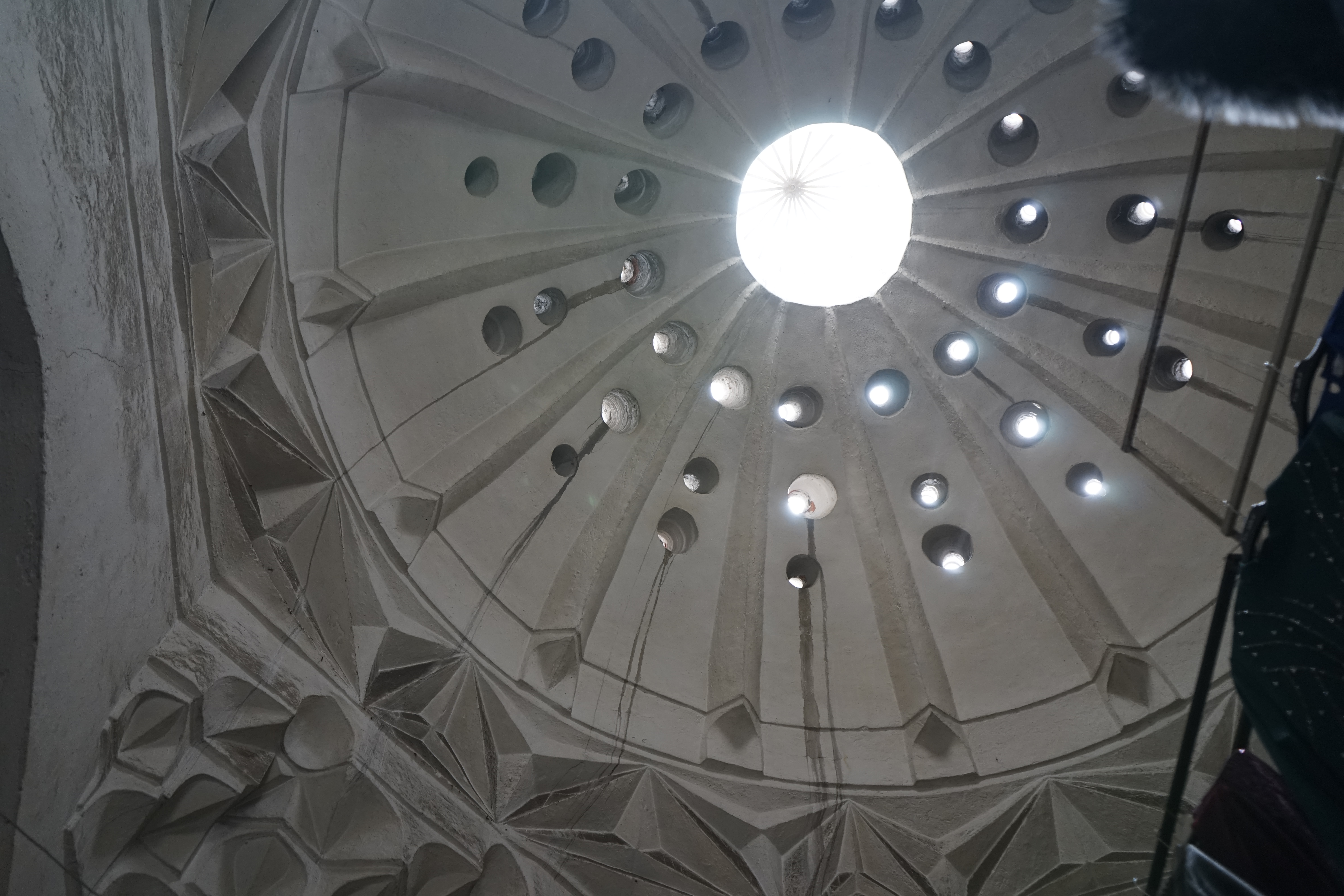
Große Kuppel mit Faltwerk und Muqarnas
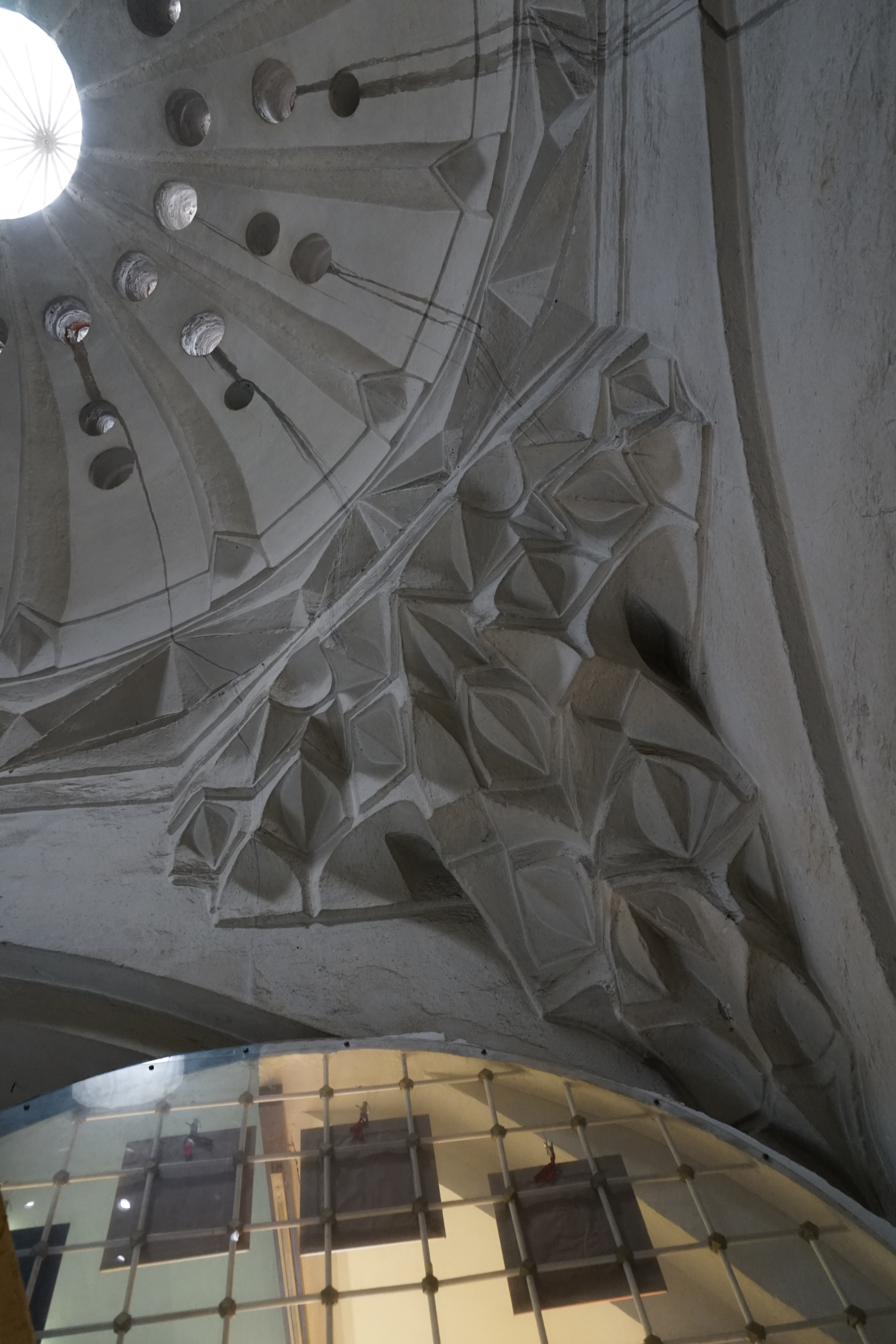
Detailansicht der Muqarnas